# Rocketdyne H–1
A Rocketdyne H–1 rakétahajtómű az Amerikai Egyesült Államokban fejlesztett, folyékony hajtóanyagú rakétahajtómű volt, amelyet űrrepülési célokra használtak 1963 és 1975 között. Hajtóanyaga RP–1 jelű kerozin, oxidálóanyaga cseppfolyós oxigén volt. A H–1-et az Apollo-programban használt Saturn I és Saturn IB rakéták számára fejlesztették, amelyekben először alkalmazták az ún. csokorba fogott (cluster) rakétaépítési elvet, azaz több hajtóművet építettek be egyszerre egy rakétafokozatba, amelyek tolóereje így összeadódott. A hajtómű tolóereje 900 kN volt, amellyel kb. 1100 kg hasznos tömeget (a cluster elv szerint összeépített 8 db hajtómű pedig 9100 kg-nyi terhet) tudott alacsony Föld körüli pályára juttatni.
Az Apollo-programot követően a megmaradt H–1 hajtóműveket a gyártó továbbfejlesztette és RS–27 néven újra felhasználta a Delta 2000 rakétasorozat építéséhez 1974-ben.

## Története

### „Szülő” hajtóművek
Az Egyesült Államok rakétafejlesztése a második világháborút követően pörgött fel és a legnagyobb hatással a német rakétafegyverből, a V–2-ből szerzett hadizsákmány tengerentúlra szállítása, majd tanulmányozása és továbbfejlesztése volt rá. Lényegében a későbbi amerikai rakétafegyverek és űrrakéták zöme a V2-n alapult, illetve annak technológiáját továbbfejlesztve született meg. Maga a H–1 hajtómű sem volt más, mint a V–2, illetve az abban alkalmazott hajtómű egy továbbfejlesztett változata. A második világháborút követően az amerikai hadsereg a North American Aviation cégnek adott át néhány zsákmányolt (akkor 264,9 kN tolóerőre képes) V–2 hajtóművet tanulmányozásra azzal a feladattal, hogy a metrikus mértékegységrendszer alkalmazásával gyártott egységekből egy SAE (Society of Automotive Engineers – Autóipari Mérnökök Egyesülete) mértékegységrendszerre átkonvertált verziót készítsenek. A feladat elvégzésére a vállalat saját berkein belül létrehozta a Propulsion Division alosztályát (PD – Meghajtás Divízió), amely később Rocketdyne néven vált önálló részleggé.
A North Americannél 1947-ben kezdődött egy fejlesztési projekt, amely a V–2 hajtóművén alapult és az üzemanyag befecskendező átalakításával a Légierő nagyobb tolóerő igényét volt hivatott kielégíteni. A mérnökök kifejlesztettek egy tányér alakú, vagy más néven vízesés injektort, amely első lépcsőben 330 kN-ra emelte a hajtómű tolóerejét. Ezen a ponton szétvált a fejlesztés. Az egyik fejlesztési irány a Redstone rakéta volt, amelyben a továbbfejlesztett hajtómű alkalmas volt, hogy a 3100 kg-os W39 jelű, atomtöltetet tartalmazó harci részt hordozza és rövidebb távolságokra célba juttassa. A másik fejlesztési irány az SM64 Navaho cirkáló rakéta volt, amelyben az előbbi fejlesztéssel közös tőről származó XLR-43 jelű hajtómű volt, amely a rakétát addig volt hivatott gyorsítani, amíg annak ramjet hajtóművei be nem indultak. A Navaho fejlesztésének idején érkezett a légierőtől a NAA felé az igény, hogy még tovább fejlesszék a hajtóműveiket és elérjék az 500 kN tolóerőt.
1953-ban elindult egy hajtóanyag egységesítési projekt, mivel az addigi fejlesztések során létrejött hajtóművekkel sokféle hajtóanyagot kipróbáltak a V–2 etanol üzemanyaga mellett, úgymint kerozint, gázolajat, de még festékhígítót is, JP–4, illetve JP–5 repülőbenzint is. A Rocketdyne látott hozzá 1953 januárjában a „REAP” program keretében, hogy a sok szálon elindított próbálkozásokat közös mederbe terelje és az RP–1 jelű kerozinban (amely az amerikai hadseregben a MIL-R-25576 jelet kapta) jelölték ki a további közös fejlesztések irányát.
1954-ben a Rocketdyne az addigi fejlesztések bázisán elindította egy RP–1 jelű kerozin hajtóanyagon alapuló változat létrehozását, amelyet legelőször az Atlas rakéta hajtóművének szántak és LR–89 jelet kapott. Erre alapozva a Légierő újabb változatokra is igényt nyújtott be, amelyeket a Thor és Jupiter hordozórakétákon alkalmaztak volna. A hajtómű az SD–3 jelet kapta és a legfejlettebb verzióival szemben támasztott követelmény a 670 kN tolóerő elérése volt. Az előzőekben említett hajtómű verziókat a szakirodalom a legtöbb esetben hasonlónak, vagy legalábbis egy tőről fakadónak írja le – elsősorban az újdonságnak számító tányér injektor alkalmazása miatt –, azonban ezek a verziók a részletesebb vizsgálat során egymástól eltérő konstrukciónak mutatkoznak. 

### X–1
Az 1950-es évek rakétafejlesztéseinek pezsgése arra indította a Rocketdyne-t, hogy a sikeresen megalkotott Navaho, Atlas, Thor és Jupiter rendszerek után ne állítsa le a folyamatot és tovább keresse a fejlődés irányait. Emiatt konkrét fejlesztési cél (azaz számba jöhető rakéta) nélkül elkezdték a megszületett hajtóművekből való továbblépés lehetséges irányait összeállítani, amelyek homlokterében a szerkezet(ek) egyszerűsítése állt. a projekt az X–1 jelzést kapta és később sok tervezési alapelv mintájául szolgált.
Az új hajtómű-koncepciónál lecserélték a teljes elektromos irányítású, sűrített levegős szeleprendszert egy új elv szerint, amelyben az üzemanyag nyomása működtette a szelepeket. Ebben a rendszerben amint a turbószivattyú felpörgött, az áramló üzemanyag nyomása aktiválta a szelepeket, amely addig fenntartható működést biztosított, amíg hajtóanyag volt a tartályokban. Ezt a megoldást „nyomás létra folyamatnak” nevezték el, amely biztosította, hogy a szelepek megfelelő sorrendben nyíljanak, és csakis akkor, amikor a hajtómű működéséhez szükség volt rájuk. Ez egyben azt is jelentette, hogy a teljes hajtómű indítási folyamat automatizálhatóvá vált és kizárólag a hajtóanyag áramlás vezérelte.
A hajtóanyag-ellátást is sikerült egyszerűsíteni. A korábbi rakéták egy külön tartályrendszert alkalmaztak, amely önálló hajtóanyagrendszerrel biztosította az indítást, ameddig a turbószivattyú annyira fel nem pörgött, hogy megfelelő mennyiségű hajtóanyagot pumpáljon a főtartályból az égés fenntartásához. Ezzel szemben az X–1-nél egy teljesen új, szilárd hajtóanyagú gázgenerátort alkalmaztak (gyakran pörgettyűnek is nevezik), amely a hajtóműindítás folyamatát menedzselte, nagyban leegyszerűsítve az erre hivatott berendezéseket, alkatrészeket.
További újítás volt, hogy egy olyan indító gyújtószerkezetet alkottak, amelybe kezdetben pirofóros anyagot (a levegőn öngyulladó) juttattak, és csak ez után következett a hajtóanyag betáplálása. A korábbi hajtóművekkel ellentétben – ahol a gyújtás a hajtóművön át vezető lyukakon át ment végbe – lehetővé tette, hogy a hajtóanyagot közvetlenül a fő befecskendezőkbe juttathassák. Legvégül az X–1 új kenési rendszert is kapott. A kétütemű robbanómotorokban is alkalmazott elv szerint az RP–1-be kevés adalékot kevertek és a hajtóanyag átfolyásakor ment végbe a kenési folyamat. Erre a turbószivattyú csapágyazásánál volt főként szükség, ráadásul a folyamat mellékterméke volt, hogy a kenés mellett a hűtés is hatékonyabb lett.

### Saturn
A Saturn rakéták fejlesztése eredetileg még az amerikai hadügyminisztérium projektjeként indult atomhordozó rakéták létrehozására, amelyekkel 4000 és 18 000 kg közötti hasznos terhet lehetett alacsony Föld körüli pályára juttatni. A projekt neve is még a korábbi Jupiter sorozat nevén futott akkoriban. A feladatot a Redstone Arsenal, Wernher von Braun mérnökcsapata kapta 1957-ben. A feladattal a rakétafejlesztő részleg vezetője egyik vezető mérnökét, Heinz-Hermann Koellét bízta meg. A feladat elvégzéshez Koelle a már létező megoldásoknak nézett utána. A követelményparaméterekből végzett számítások alapján egy 4500 kN tolóerejű hajtómű képe bontakozott ki, ami meglehetősen leszűkítette a keresést. A Rocketdyne fejlesztett egy új hajtóművet a Titan hordozórakéták számára George Sutton irányításával E–1 típusjellel – lényegében tartalék tervként, az Aerojet General LR-87-es jellel fejlesztett alternatív hajtómű mellett –, amely a megkívánt teljesítmény 40%-ára, 1800 kN-ra lett volna képes. Ott volt még a Wernher von Braun számára kiírt, akkor még Juno V névre hallgató, később holdrakétaként, Saturn V-ként megvalósult rakétához szükséges tervezett hajtómű.
Koelle szeme előtt a minél időtakarékosabb tervezési folyamat lebegett, ezért a kisebb teljesítményű, de a tervezési folyamatban előrébb tartó E–1 hajtóművet választotta, megspékelve egy forradalmi újítással. A megkívánt tolóerő előállításához először alkalmazta a „csokorba kötött hajtóművek módszerét” (az ún. cluster-elvet): fogta a Redstone rakéták üzemanyagtartályait és többet is beépített egy szerkezetbe, egy tolóerő átadó tányérra ültetve, a tányér alá pedig több hajtóművet illesztett, amellyel elérte a kívánatos 4500 kN tolóerőt.
A fejlesztés 1957-ben, a Szputnyik–1 felbocsátásával azonban más irányt vett. Szinte az első szovjet műhold felküldésével egyidejűleg a hadsereg felismerte, hogy a miniatürizálás révén nincs szüksége már az óriási tolóerejű rakétákra, ugyanakkor az USA politikai prioritásainak élére került az űralkalmazások fejlesztése. Ez utóbbi keretében elnöki rendelettel minden további rakétafejlesztést átirányítottak egy új szervezet, a NACA-ból megalakuló NASA keretein belülre, így a hadsereg lemondott a Wernher von Braun irányította ABMA-ról, amelyből civil szervezetként megalakulhatott a NASA Marshall Űrközpont. Még az átalakulás megtörténte előtt a Pentagon fejlesztési ügynöksége, az ARPA megkereste a hamarosan megszűnő ABMA-t, hogy az ő költségvetésükben még maradt 10 millió dollár, amelyet az átalakulás előtt még el kellene költeniük valamilyen hatékony módon. Von Braun és Koelle megvitatták, hogyan tehetnének eleget a váratlan felkérésnek és ötletként a Juno V fejlesztését javasolták, ám az ARPA illetékesei tartottak tőle, hogy az E–1 fejlesztése nem lesz kész időben, az átalakulás előtt. Ekkor egy brainstroming keretében felvetődött, hogy inkább a Rocketdyne már létező S–3D hajtóművének továbbfejlesztésével, a tolóerő 780 kN-ról 890 kN-ra emelésével és Koelle cluster építési elvének alkalmazásával és nyolc hajtómű egy szerkezetbe építésével ki lehetne váltani az E–1-esekkel épített fokozat tolóerejét.
Koelle az ötletroham eredményétől vezérelve ellátogatott a Rocketdyne-hoz és ismertette a tervét az S–3D-re vonatkozólag. A cég mérnökei azonban tovább bonyolították a folyamatot: az S–3D továbbfejlesztése helyett azt javasolták, hogy Koelle inkább az S–3D-n alapuló, annak továbbfejlesztésével készülő X–1 hajtóművet használja a munkájához. Mivel az X–1 mind tolóerejében, mind a fejlesztések előrehaladott voltában (azaz a várható fejlesztések befejezési idejében is) jól illett a tervhez, a tervező végül ezt a verziót választotta.
Hamarosan a rakétaépítési projekt új nevet kapott – Saturn lett az új rakéta(család) neve abból a megfontolásból, hogy a bolygók között a Jupiter után a Szaturnusz következik, így a rakéták is így sorjáznak egymás után –, ugyanúgy, ahogy a rakétákat meghajtó hajtómű neve is X–1-ről H–1-re változott. Az új hajtóművel szemben az ABMA egy sor tervezési kritériumot szabott meg (egy Saturn H1 Engine Design Features című dokumentumban), amelyek lényegében az X–1 hajtómű – amely már maga is az S–3D egyszerűsítéséből született – további egyszerűsítését jelentette. Ennek keretében elhagyták a hipergol indítórendszert és egy sokkal egyszerűbb szilárd hajtóanyagú gáz generátort (SPGG– solid propellant gas generator) – alkalmaztak, elhagyták a kenést biztostó FABU berendezést és magára a hajtóanyagra bízták a kenést, illetve a turbina meghajtását is egyszerűsítették. A módosításokkal elérték a kitűzött tolóerő célt és a H– hajtómű hivatalosan is a Saturn I rakéták hajtóművévé vált.

## Műszaki jellemzők

### Felépítése
A hajtómű tervezési alapelve a korábbi struktúrák egyszerűsítése, a működés megbízhatóbbá és hatékonyabbá tétele volt, amely által többlet tolóerőt reméltek nyerni a tervezők. A hajtóműben felülről lefelé haladva az első részegység, a gázgenerátor is ennek jegyében született, amely szakított a korábbi gyakorlattal. A korábbi hajtóműveknél egy önálló indítórendszert használtak, amelynek saját tartályai voltak, amelyekkel addig tudták működtetni a gázgenerátort, amíg a turbószivattúk felpörögtek és önállóan is biztosítani tudták a folyamatos működést. Ezek a gázgenerátorok lényegében a turbószivattyú részei voltak, arra voltak rászerelve. Ezzel szemben a H–1 egy új, szilárd hajtóanyagú startert kapott, amelyben egy szilárd hajtóanyagot tartalmazó patron volt a gázgenerátorra rögzítve (a tartályok helyett) és az ezekben levő szemcsék égetésével érték el, hogy a rendszer kb. 2,12 kg gázt fejlesszen másodpercenként és ennek nyomása felpörgesse a turbószivattyút. Ez a gáznyomás megnyitotta a hajtóanyag és a cseppfolyós oxigén szelepeit és az égés beindult és folyamatosan fenntartható volt.

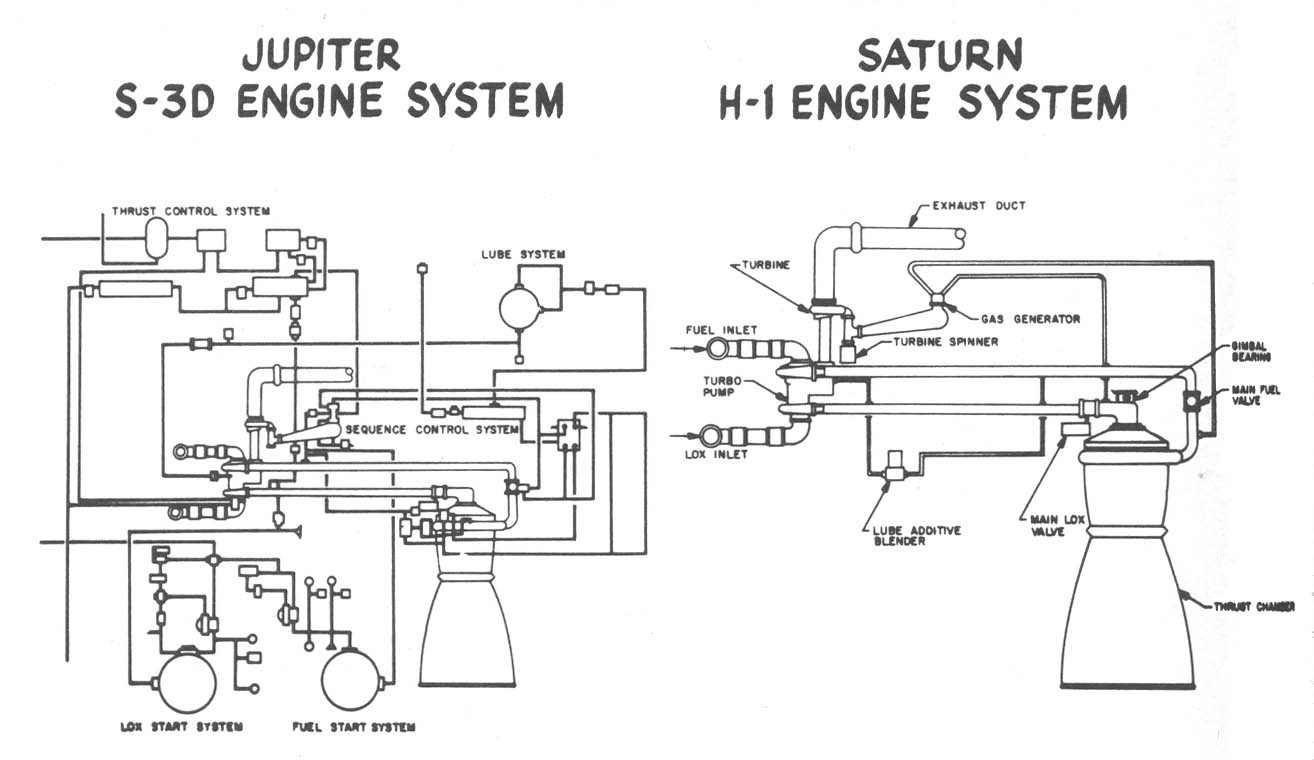
Az ábra jobb oldalán látható a H–1 hajtómű felépítése, valamint szemlélteti azt a fejlesztési folyamatot, amellyel a szülő hajtóművet leegyszerűsítették

A szerkezetben lefelé a soron következő szerkezeti egység a turbószivattyú volt, amely elegendő hajtóanyaggal – és oxidálóanyaggal – látta el az égésteret. Ez a szerkezeti egység kulcsfontosságú volt: a minél nagyobb tolóerő minél nagyobb mennyiségű elégetett hajtóanyagot, azaz átáramlást kívánt meg, amely a turbószivattyú irányában is ugyanezt a követelményt jelentette, azaz minél nagyobb tömegáramot biztosítson. A mérnökök a természetes követelmény mellé még egy továbbit illesztettek: mindezt kisebb, de legalábbis ugyanolyan tömeg és méret mellett. A fejlesztési célt a szivattyú fordulatszámának emelésével lehetett megoldani, ehhez azonban a kulcs a csapágyazás minőségének javítása volt, egyszerre több fronton is. Az egyik maga a csapágy fejlesztése volt, ezen felül javítani kellett a csapágy kenésén és a jelentős mértékben keletkező hő elvezetésén. Előbbi problémára a csapágyak és egyáltalán a forgó alkatrészek méretének, átmérőjének csökkentése volt az elsődleges megoldás, amellyel csökkenteni lehetett az anyagfáradás miatti töréseket és a túlmelegedést. Egy másik irány új, ellenállóbb anyagok fejlesztése és alkalmazása volt a csapágyazásnál. Az utóbbi problémára pedig egy másik úttörő tervezési filozófia jelentett megoldást: elhagyták a külön kenést biztosító berendezéseket és helyette adalékolták az üzemanyagot, amely így kenést is biztosított, emellett hűtésre is magát az egyébként hideg hajtó- és oxidálóanyagot használták fel. A szerkezet adta kihívások mellett egy másik probléma megoldása is segítette a hatékonyabb hajtómű kialakítását. Ez a probléma az áramló folyadékok kavitációja volt, azaz az áramlás során keletkező buborékok és örvények keltette hatások, elsősorban a vibráció kiküszöbölését kellett megoldani. A buborékok keletkezéséért a szivattyú lapátjai, azok állásszöge, a lapátok görbülete, és a belépőélek profilja volt a felelős. Az áttervezett szivattyú alkatrészekkel sikerült megkettőzni a szívóerőt, ezzel párhuzamosan az áramlási sebességet, járulékos nyereségként emellett csökkenteni lehetett a tartálynyomást és így a tartályok szerkezetének tömegét és így súlytakarékosabb megoldás született.
A turbószivattyú alatt helyezkedett el a hajtómű központi részegsége, az égéstér. Ennek egyik fő ismérve volt, hogy a vektorálhatóság miatt az volt az egész hajtómű egyetlen mozgatható részegysége (később, a Saturn I rakéta első fokozatába építve aztán csak a négy külső hajtóműnek kellett irányíthatónak lennie, míg a belsők fixen maradtak, így azok vektorálhatóságát megszüntették a szerelésnél). A fentebb részletezett részegységek méret- és súlycsökkenése megengedte, hogy nagyobb égésteret építsenek be a mérnökök a további típusnál, amely több hajtóanyag elégetését, azaz nagyobb teljesítményt eredményezett. A fejlesztés során több probléma is jelentkezett. Ezek egyike a legtöbb hajtóművet sújtó „égési instabilitás” problémája volt. A nem egyenletes égés csökkentette a hajtómű teljesítményét, de akár az egész rakéta robbanásához, elvesztéséhez is vezethetett. Az instabilitások kisimítására a mérnökök egy sajátos megoldást alkalmaztak: apró, mindössze 50 szemcséből álló robbanótölteteket – ún. bombákat – helyeztek el az égéstérben (egy műanyag patronban), amelyet az indításkor az üzemanyag még hűtött és a patron fala csak később égett át, már a teljes működés fázisába és gyújtotta be a robbanószert. A robbanás aztán befolyásolta az égés hullámfrontját, amely megszüntette az égési anomáliákat. Ezzel bónuszként még további tolóerő növekedést is sikerült elérni. További fejlesztési nehézségek támadtak az égéstér csövével is. A cső alakú égéstéren repedések keletkeztek annak rezonanciája miatt. A vizsgálatok azt mutatták, hogy az anyag gyengeségét és végső soron a repedéseket az okozza, hogy a csőhöz alkalmazott nikkel ötvözet reakcióba lép az üzemanyagban levő kénnel és meggyengül. Ennek hatására az égéstér anyagát a nikkel ötvözetről rozsdamentes acélra cserélték.
Végül a hajtómű legalsó részegysége a hajtóműharang volt, amely nem igényelt különösebb fejlesztést.

### Jellemzői
- Gyártó: North American Aviation/Rocketdyne[12]
- Felhasználása hordozóeszközben: 
  - Saturn I / S-I első fokozat – 8 db hajtómű
  - Saturn IB / S-IB első fokozat – 8 db hajtómű

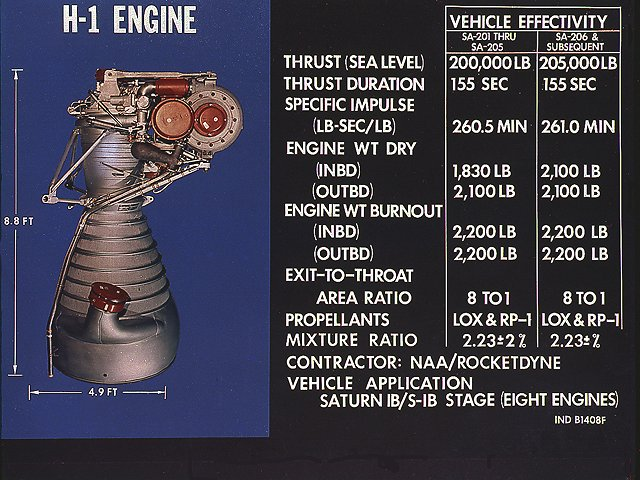
A hajtómű rajza és adatai

|                                        | Hordozórakéta adatok                 |                           |
| SA-201 – SA-205                        | SA-206 és a soron következő egységek |                           |
| Tolóerő (tengerszinten)                | 890 kN                               | 910 kN                    |
| Meghajtás időtartama                   | 155 s                                | 155 s                     |
| Égésvégi lendület                      | 289 másodperc (2,83 km/s)            | 289 másodperc (2,83 km/s) |
| Száraz tömeg (belső hajtóművek esetén) | 830 kg                               | 1000 kg                   |
| Száraz tömeg (külső hajtóművek esetén) | 950 kg                               | 950 kg                    |
| Égésvégi tömeg                         | 1000 kg                              | 1000 kg                   |
| Kilépő gázarány                        | 8:1                                  | 8:1                       |
| Hajtóanyag                             | LOX & RP-1                           | LOX & RP-1                |
| Keverék arány                          | 2,23±2%                              | 2,23±2%                   |
| Hajtóanyag átáramlás                   | 9215 l/min                           |                           |
| Oxidálószer átáramlás                  | 14 668 l/min                         |                           |
| Névleges égéstér nyomás                | 4,36 MPa                             |                           |

## Repülései
A H–1 hajtóműveket kizárólag a NASA használta fel, elsősorban rakétatesztekre, majd az ezeket követő Saturn I, majd a továbbfejlesztett Saturn IB rakéták repülésein. A hajtóművek a repülések során fejlődésen mentek keresztül. Az eredeti kiírás szerint a hajtóművel szemben támasztott követelmény a 836 kN tolóerő volt, ám az első változat még csak 734 kN teljesítményre volt képes. Később a fejlesztések révén a második fejlesztési lépcsőben elérték a 836 kN-t, majd a harmadik lépésben már 890 kN-ra volt képes a hajtómű, míg a végső kiépítésében 912 kN-ra volt képes. A Saturn I repüléseinél a 734 és 836 kN-os verziókat, a Saturn IB-nél már a 890 és a 912 kN-os verziókat indították. A repülésekre 1961. október 27. és 1975. július 15. között került sor.

### Saturn I
A NASA a Saturn I rakétát az Apollo-program során kívánta felhasználni, elsősorban az űrhajótesztek céljaira, majd később a feladatok közé bekerült a Pegasus mikrometeorit műholdak felbocsátása is. 

#### SA–1

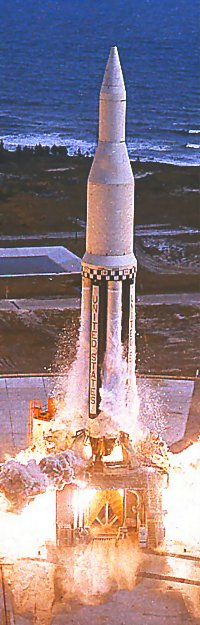
A H–1 hajtóművek első felhasználása az SA–1 Saturn I rakétában

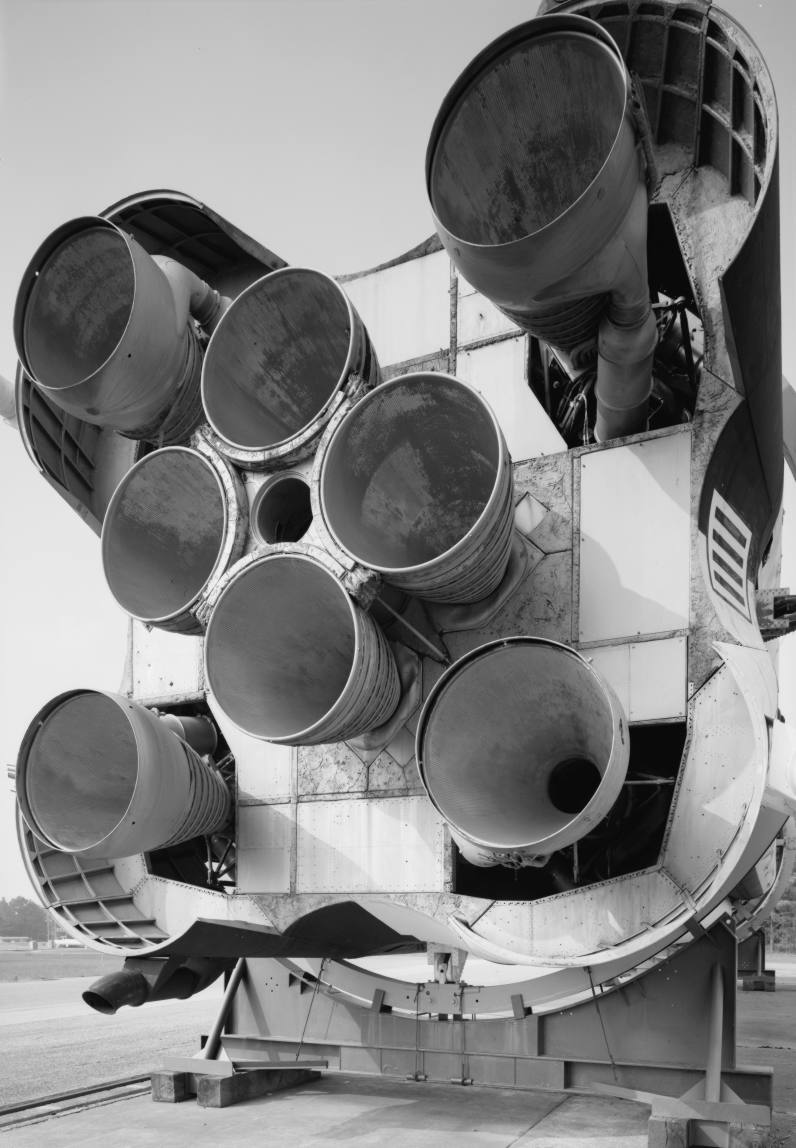
Saturn I rakéta fekszik az oldalán még szállítás és szerelés előtt, jól láthatóak az H–1 hajtóművek fúvócsövei

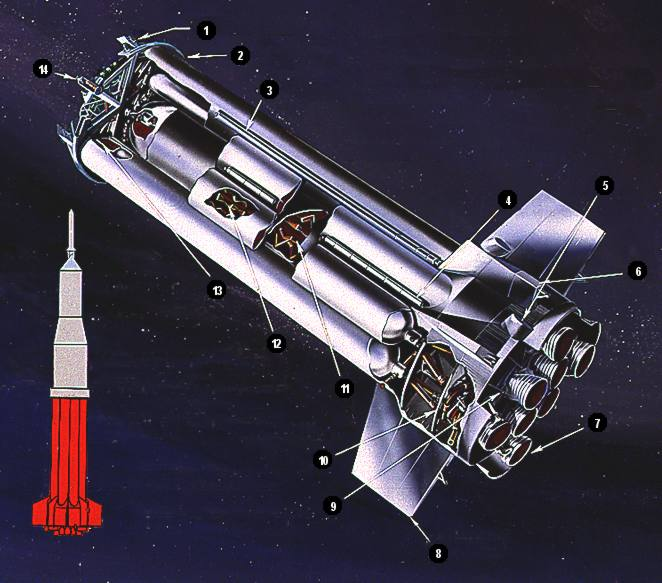
A Saturn I elsőfokozatának, az S–I-nek a metszeti ábrája

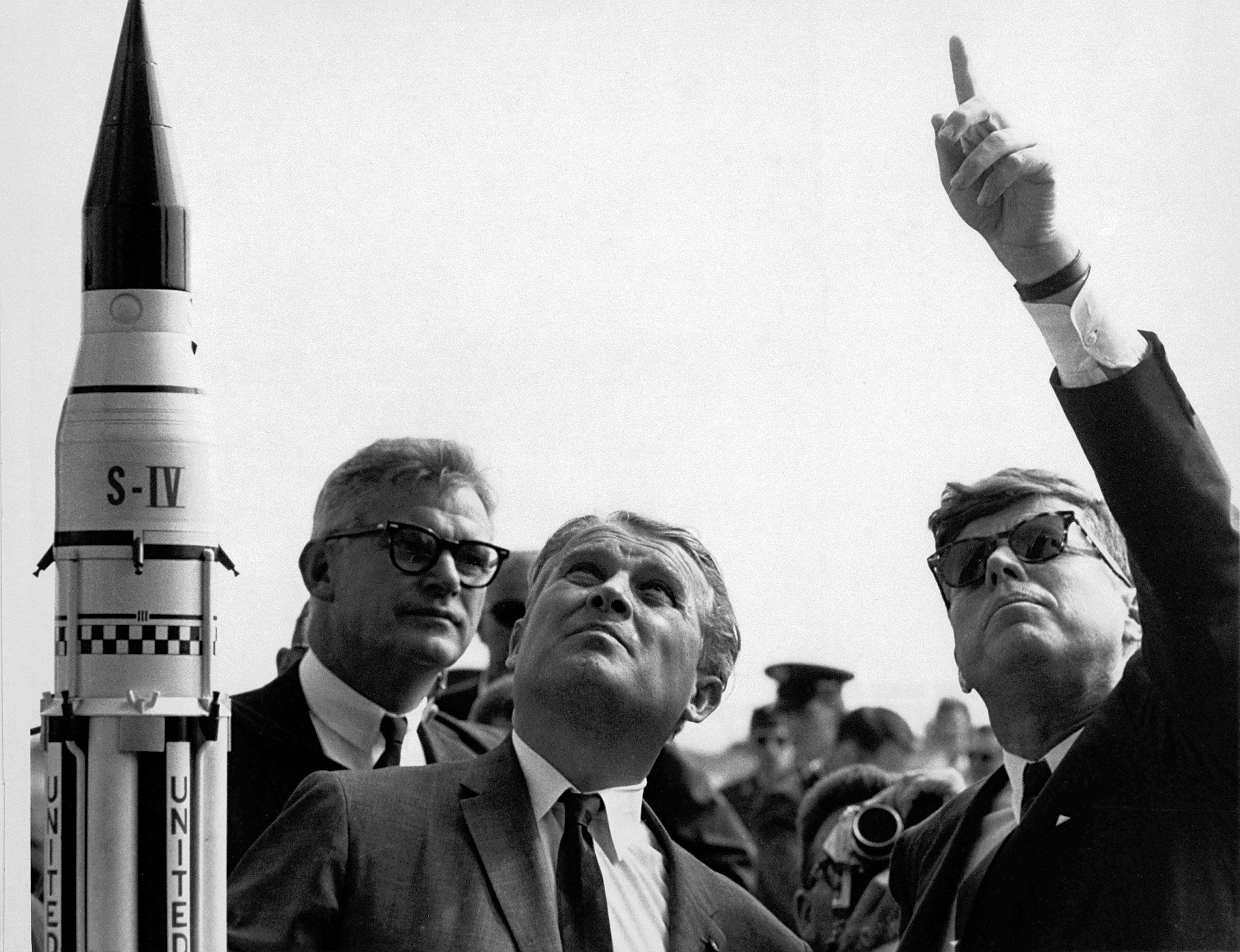
Wernher von Braun John F Kennedy elnöknek magyaráz az SA–5 indítása előtt (és az elnök halála előtt) nem sokkal egy Saturn I rakéta makettje mellett

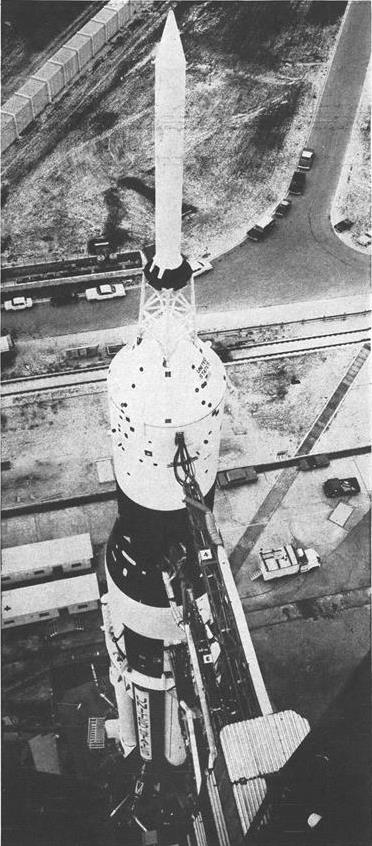
Az SA–6, az első Saturn I start amelyen Apollo űrhajómakett indult a világűrbe

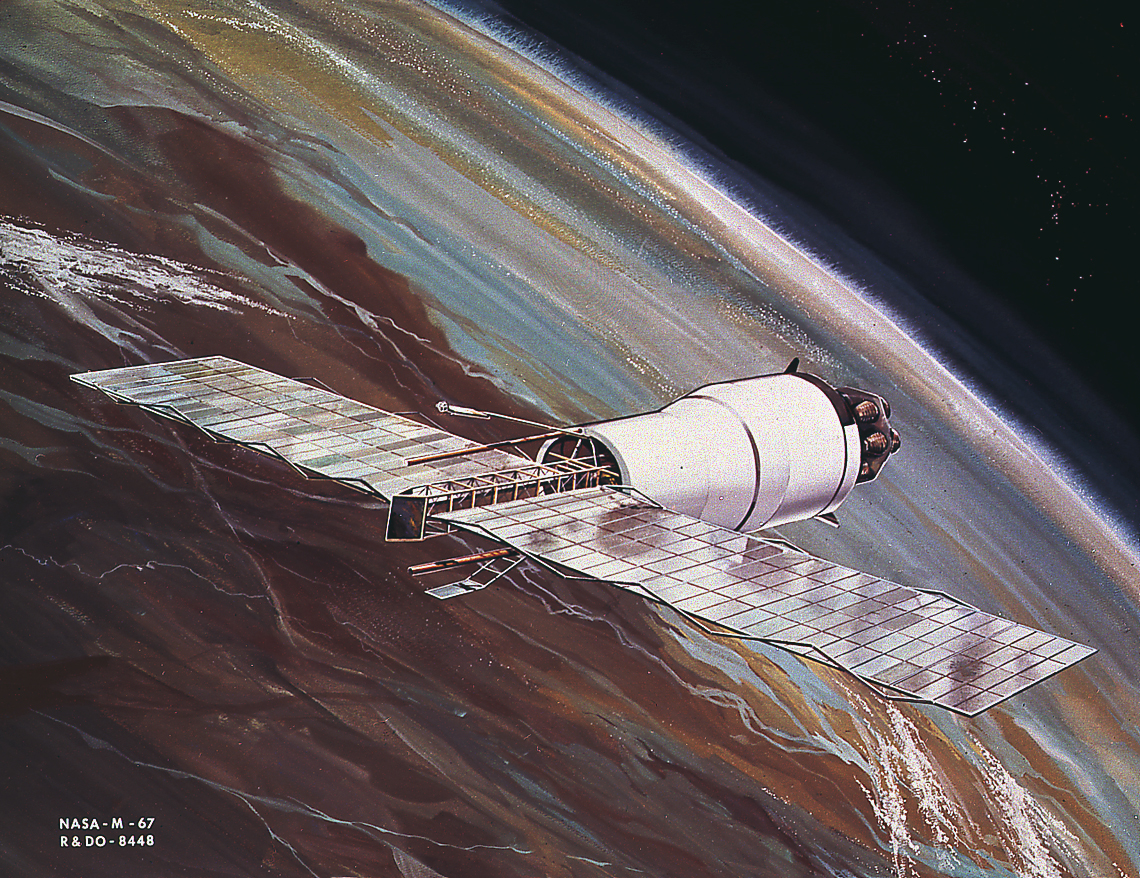
A Pegazus mikrometeorit műhold

Az SA–1 volt a Saturn rakétacsalád első hivatalos tesztrepülése, egyben a H–1 hajtómű debütálása is. A tervek között nem is szerepelt más, mint a Saturn I rakéta S–I első fokozatának repülése a felső fokozat makettjével, azaz lényegében a nyolc hajtómű éles kipróbálását határozták el a repülés által. Egyben a Cape Canaveral-i személyzet is főpróbát tarthatott: először szállították a legnagyobb fokozatot a gyártóhelyről egy bárkán az űrkikötőbe, tesztelve a logisztikai folyamatot, először szerelték össze az indítóállványon a rakétát és készítették fel repülésre az űrszerelvényt (a teszt alá vont első fokozatra egy tömeghű, de működésképtelen S–IVB-t és egy Jupiter orrkúpot illesztettek), majd először indították el a startfolyamatot.
A startra 1961. október 27-én került sor, amikor az időjárási körülmények hatására egy órával a tervezett időpontot követően, helyi idő szerint 10:06:04-kor (15:06:04 UTC) a rakéta elindult a 34-es indítóállásból. A mérnökök mindössze 75 százaléknyi esélyt adtak rá, hogy a rakéta felszáll egyáltalán és 30 százaléknyit, hogy egy normál repülést produkál, ezzel szemben a repülés közel volt a tökéleteshez. A hajtóművek 136,5 km magasságba vitték a rakétát és 345,7 kilométerre az indulási ponttól csapódott a szerkezet az Atlanti-óceánba. Egyedül annyi rendellenességet észleltek, hogy a hajtóművek 1,6 másodperccel a tervezett időpont előtt álltak le (az utólagos elemzés szerint a csak 83%-ra töltött tartályokba nem pontosan a keverési aránynak megfelelő RP–1-et és LOX-t töltöttek, a hajtóanyag 410 kg-mal volt kevesebb és ezért előbb fogyott el).

#### SA–2
Az SA–2 az előző repülés megismétlése volt, egy kicsit szélesebb körű tudományos feladattal (nagy magasságban a második, működésképtelen fokozatban felvitt, ballasztnak használt vizet kiengedték és a felső légköri folyamatokat vizsgálták általa), amely feladatnak a hajtóművek tesztjére nem volt hatása. A hajtóművek működésével kapcsolatos, de csak másodlagos cél a hajtóanyag tartálybeli lötyögésének minimalizálása volt.
A repülésre 1962. április 25-én került sor, amikor 9:00:34-kor (14:00:34 UTC) a rakéta elstartolt Cape Canaveral 34-es indítóállásáról. A repülés mindössze 2 perc 40 másodpercig tartott úgy, hogy a hajtóművek 1 perc 55 másodperc után 56 kilométer magasságon leálltak 6040 km/h sebességnél. Ezt követően a rakéta még tovább emelkedett, 105,3 km magasságig, amikor az irányítás működésbe hozta a rakétára szerelt robbanószerkezeteket, hogy a ballaszt áradásszerűen kiáramolhasson a rakétatestből. A robbanás megsemmisítette a rakétát, amelynek roncsai az Atlanti-óceánba hullottak (miközben a kiáramló vízből kialakult felhőt még percekig nyomon követték és megfigyelték). Ennek nyomán mind a rakéta repülését, mind a Project Highwater kísérletet sikeresnek minősítették.

#### SA–3
Az SA–3 újfent egy ismétlő repülés volt, lényegében teljes mértékben megismételték az SA–2-t (és az SA–1-et is), azaz ismét csak egy működőképes fokozattal, az S–I-gyel küldték fel a szerkezetet, míg a felsőbb fokozatokban ballasztként használt vizet a Project Highwater keretében kísérleti céllal a felső légkörbe engedték a rakéta felrobbantásával (változást mindössze annyit eszközöltek, hogy az éppen zajló kubai rakétaválság miatt a starthoz nem engedtek nézőket, illetve a rakétát teljes üzemanyag mennyiséggel indították a korábbi 83% helyett).
A repülés 1962. november 16-án 17:45:02-kor (22:45:02 UTC) startolt a már megszokott Cape Canaveral 34-es indítóállásból és ezúttal 4 perc 52 másodpercig tartott. Az első fokozat négy belső H–1-ese ezúttal 2 perc 22 másodpercig működött, a külsők viszont 2 perc 29 másodpercig, mivel egy kísérlet szerint utóbbi hajtóműveket nem állították le, hanem hagyták, hogy egészen a hajtóanyag kifogyásáig üzemeljenek. A hosszabb üzemidőt a teljes hajtó- és oxidálóanyag töltés tette lehetővé. A rakéta 71,11 km magasra jutott a hajtóművek kiégésekor és 6511 km/h sebességre gyorsult. A tehetetlenségtől tovább emelkedő szerkezet egészen 167,22 km magasra emelkedett, amikor kiadták a Project Highwater kísérlethez a robbantási parancsot 4 perc 52 másodperccel a start után. A repülés közben végig figyelemmel kísérték a rakéta viselkedését, a vibrációt, az irányíthatóságát, amelyet telemetria közvetített az irányítás számára. A kísérlet – beleértve a magas légkörben keletkezett vízfelhővel kapcsolatos kísérleteket is – sikerrel zárult.

#### SA–4
Az SA–4 volt NASA legutolsó kísérlete azonos konfigurációban, azaz csak az első fokozat nyolc H–1 hajtóműve volt működőképes, a többi ballaszttal megrakott makett, amellyel a hajtóművek és a rakéta karakterisztikáját kívánták tesztelni. Az egyetlen fő változtatás az volt, hogy ezúttal egy start, vagy emelkedés közbeni hajtóműleállást kívántak szimulálni és megfigyelni, hogy a rendszer megfelelően reagál-e egy leállt hajtóműre, azaz az üzemanyagáramlás automatikusan átáll-e, hogy csak a működőképes hajtóműveket táplálja tovább és hosszabb működéssel a megmaradt hajtóművek kompenzálják-e a meghajtás kiesést (ezt a konfigurációt egyébként később, a Saturn V-tel élesben is kellett alkalmazni az Apollo–6 és az Apollo–13 esetében).
A repülés 1963. március 28-án startolt 15:11:55-kor (20:11:55 UTC) Floridából és a repülés első 100 másodpercében minden rendben zajlott. A 100. másodpercben tervezetten leállt az 5-ös sorszámú hajtómű, de a rendszer helyesen korrigálta a tervezettnek megfelelően a meghajtás kiesését és a rakéta rendben repült tovább. Érdekes megfigyelés volt, hogy egyes vélemények szerint a hajtóanyag áramlásával megszakadt hűtés hiánya miatt valószínűleg a hajtómű szétesik és esetleg kárt tesz a környezetében, de erre nem került sor. A rakéta 129 km magasra jutott és 5906 km/h sebességet ért el. Egy utolsó teszttel beindították a fokozat külső oldalára szerelt fékezőrakétákat, amelyeket később a fokozatszétválasztáskor akartak használni, hogy eltávolítsák egymástól a kiégett és tovább repülő fokozatokat, amely próba úgyszintén teljes sikerrel járt. A repülés időtartama ezúttal 15 perc volt.

#### SA–5
Az SA–5-tel a NASA szintet lépett több értelemben is. Egyrészt felhagytak a szuborbitális tesztekkel és ezúttal Föld körüli keringésbe engedték a rakétát, amelyhez az kellett, hogy a második rakétafokozat, az S–IV már ne ballaszttal töltött makett, hanem teljes értékű rakétafokozat legyen. Másrészt a hajtóművek oldaláról is váltás következett be, elkészült a nagyobb teljesítményű verzió a H–1-ből, így a hajtómű tolóereje az eredeti tervezési kiírásnak megfelelő 836 kN volt, azaz a nyolc hajtóműves első fokozat immár közel 6700 kN tolóerővel rendelkezett. Különös aktualitást adott a repülésnek, hogy John F. Kennedy elnök a halála előtti napon beszélt a rakétáról: „...és decemberben, bár nem mondhatnám, hogy az űrbeli vezető szerepünk kész tény lenne és miközben magam is ráébredtem, hogy vannak még területek, ahol le vagyunk maradva – van legalább egy terület, a hordozórakétáink mérete –, ahol idén végre remélem, hogy az Egyesült Államok az élre áll.” Kennedy elnök ugyanis jó érzékkel – és persze tanácsadóira támaszkodva – megérezte azt a pillanatot, amelyben olyan rakétát volt képes az USA az űrbe juttatni, amely meghaladta a rendszerben levő szovjet rakétákat. Egyetlen tévedése volt, hogy erre már 1963 decemberében nem kerülhetett sor.
A startra végül – az oxigénbetöltés hibája miatti két napos késedelem miatt – 1964. január 29-én került sor, amikor is délelőtt 11:25:01-kor (16:25:01 UTC) a rakéta elstartolt Floridából. A rakéta végig tökéletesen teljesítette a feladatát a gyorsítástól a fokozatleváláson át egészen a pályára állásig (amely egyébként nem volt hivatalos cél, viszont az USA learatta vele a valaha Föld körüli pályára állított legnagyobb tárgy címét, bizonyítva versenyképességét a Szovjetunióval) és a második fokozat 262 x 785 kilométeres pályára állt. A felbocsátás során összesen 1183 mérést rögzítettek, valamint a rakétára szerelt 8 kamerával és a földön felállított 13 kamerával figyelték meg a repülést. A repülés 791 napig tartott, amikor a természetes fékeződés hatására a keringő fokozat és orrkúp belépett a Föld légkörébe és elégett, kb. 12.000 keringés teljesítését követően.

#### SA–6 (AS–101)
Az SA–6 újabb fejlődési lépcsőfokot jelentett a repülések sorában. A repülésre felkészített rakéta ezúttal a korábbi Jupiter orrkúp helyett egy mérethű Apollo űrhajómakettet, a NASA terminológiája szerint lemez űrhajót hordozott (ami még önálló űrrepülésre alkalmatlan volt, de mérőműszerekkel fel volt szerelve és a tervezett tömeg miatt plusz ballaszttal rendelkezett), hogy először szimulálják teljes kiépítésben egy Apollo indítás körülményeit. Az űrhajó méretében és tömegében is megduplázta a korábbi „hasznos teher” dimenzióit. A rakéta is ismét teljes kiépítésű volt, hogy az űrhajót Föld körüli pályára állíthassa és szimulálni lehessen a teljes startfolyamatot.
Az űrszerelvény startjára 1964. május 28-án került sor 12:07:00-kor (17:07:00 UTC). A felszállás rendben haladt egészen a repülés 116,9 másodpercéig, amikor azonban a 8-as számú hajtómű váratlanul leállt. A korábbi tervezett leállítás tapasztalatainak megfelelően az éles helyzetben is tökéletesen működött az automatika, a megmaradt 7 hajtómű tovább működött, így a rakéta lassabban, de tovább gyorsulhatott. Ezután megtörtént a fokozatleválasztás, amelyet ezúttal kamerák rögzítettek – összesen nyolc filmfelvevő –, hogy a mérnökök megbizonyosodhassanak a művelet megfelelőségéről. A két rakétafokozat összesen 624,5 másodpercig működött (1,26 másodperccel rövidebben a tervezetthez képest), majd az űrhajómakett 182 x 227 kilométeres ellipszis pályára állt. Az űrjármű 54 Föld körüli fordulatot teljesített, majd a Csendes-óceánba zuhant a repülés végén.
A vizsgálat kiderítette, hogy a H–1 hajtómű meghibásodását a turbószivattyú fogaskerekében a fogak letörése okozta. A hajtómű összes repülése során ez volt az egyetlen eset, amikor repülés közben meghibásodás lépett fel.

#### SA–7 (AS–102)
Az SA–7 (vagy új jelölése szerint az AS–102) az előző repülés megismétlése volt, apróbb, inkább az űrhajót érintő módosításokkal. Az űrszerelvény ismét egy mérőeszközökkel megpakolt, de működésképtelen makettet kapott BP–15 jelzéssel, amelynek például az egyik manőverező hajtóműcsomagja helyére olyan érzékelőket illesztettek, amely a hőmérsékletet és a rezgéseket mérte. Továbbá a mentőrakéta helyére első ízben működőképes egységet szereltek, hogy vizsgálhassák annak nagy magasságbeli működését is. Harmadik fő változtatásként a repülést irányító egység programozható számítógépet kapott az elődökkel ellentétben, amikor ez az egység egy előre programozott repülési programot futtatott, míg az új már a repülés közbeni paraméterek ismeretében maga végezte el a szükséges korrekciókat.
A repülésnek a startja sikerült a legmozgalmasabbra. Az eredeti start előtt egy kisebb repedést fedeztek fel a 6-os számú hajtóműben, majd úgy döntöttek, hogy mind a nyolc hajtóművet visszaküldik a gyártóhoz felülvizsgálatra. Ez mintegy két hetes csúszást eredményezett, amelyet még tovább csúsztatott a Cleo és Dora hurrikán átvonulása. A startra így 1964. szeptember 18-án, 11:22:43-kor (16:22:43 UTC) került sor. A repülés nagyon nyugalmas és tervszerű volt. Az első fokozat 147,7 másodpercig gyorsított, majd következett egy mintaszerű fokozatleválás és kicsivel a második fokozat beindítását követően a mentőrakéta is levált. 621,1 másodperces rakétaműködést követően a BP–15 212,66x226,50 kilométeres ellipszis pályára állt. 59 keringést követően az űrhajó visszatért a légkörbe és elégett, a roncsdarabjai pedig az Indiai-óceánba hullottak.
A repülés egyetlen anomáliáját az jelentette, hogy a fokozatleválást figyelő nyolc kamera nem a tervezett helyen hullott az óceánba és az éppen dühöngő Gladys hurrikán megakadályozta a kimentésüket. Később mégis partra sodort két hónap múltán két egységet a tenger, amelyek értékes adatokat szolgáltattak.

#### SA–9 (AS–103)
Az SA–9 (hivatalos nevén AS–103) immár sokkal kevésbé volt rakétateszt, mintsem technológiai továbblépés a kialakult és bizonyított Apollo hardver bázisán. Összesen 12 tesztcélt állítottak fel a tervezők, amelyekből csak 8 vonatkozott a hordozóeszköz teljesítményére és paramétereire, míg kettő egy új eszköz, a Pegazus mikrometeorit műhold pályára állítására, egy a mentőrakéta leválasztására és egy másik pedig a parancsnoki egység leválasztására. A rakéta számára a Pegasus új követelményt állított fel, ezúttal a műhold megfelelő működéséhez az előzőektől eltérő pályára kellett állítani a hasznos terhet a hordozóeszköznek.
A repülés 1965. február 16-án startolt 9:37:03-kor (14:37:03 UTC) és a rakéta tökéletes működése nyomán a BP–16 jelű űrhajómakett rendben pályára is állt 10,5 perccel a startot követően. Közben a mentőrakétát is normál működés mellett leválasztották, majd sor került a BP–16 szétválasztására is a parancsnoki egység és a műszaki egység között, amely szintén problémamentesen sikerült. A Pegazus műhold a műszaki egység belsejében utazott és onnan hajtogatta szét magát automatikusan a mai űrhajók napelemszárnyaihoz hasonlóan. A pályára állás ezúttal egy 495x743 kilométeres ellipszisen történt, 31,76°-os pályahajlás mellett.
A repülést teljes sikernek könyvelték el, minden célt teljesítettek vele. A Pegasus élettartamát 1188 napra tervezték, és 1968. augusztus 29-én fékezték le, hogy belesüllyedjen az atmoszférába. A parancsnoki modul egészen 1985. július 10-ig keringett, amikor az is visszafékeződött a légkörbe.

#### SA–8 (AS–104)
Az SA–8 repülése (hivatalos jelölésével az AS–104) nem sokban különbözött az előző, AS–103 repüléstől, lényegében annak kisebb módosításokkal való ismétlése volt. A repülés elsődleges célja immár nem (csak) a rakéta tesztje volt, hanem Pegasus mikrometeorit műhold ismételt pályára állítása. A hasznos teher ezúttal is egy működésképtelen Apollo űrhajómakett, a BP–26 jellel ellátott példány volt, amely a műszaki egységében magával vitte a kihajtogatható Pegasus műholdat is. Az egyetlen nagyobb eltérés az előzőekhez képest az űrhajómakett egyik kormányhajtóműve helyére szerelt érzékelő egység volt, amely többlet méréseket tett lehetővé az irányítás számára. A másik fontosabb eltérés, hogy ezúttal egy másik indítóállást, a 37-es számút használták a starthoz Cape Canaveral-en.
A startra 1965. május 25-én került sor 02:35:01-kor (07:35:01 UTC), azaz ezúttal – a tesztek során ezen egyetlen alkalommal – éjszakai startot gyakorolt a földi irányítás. A felbocsátás tökéletes volt (bár néhány apró, említésre alig méltó hiba merült fel az S–I fokozatban), a rakéta – és benne a H–1 hajtóművek – rutinszerű teljesítménnyel juttatták Föld körüli pályára az űrhajómakettet (amely az emelkedés után egyben maradt a keringéshez a második, S–IV fokozattal). Az űrhajó 10 perc 36 másodperc gyorsítást követően 467x598 kilométeres ellipszisre állt 31,7°-os pályahajlású Föld körüli pályán, ahol aztán sikerrel hajtották végre a Pegasus műhold kibocsátását. A repülés 5275 napig tartott és közel 80 000 keringést tett meg az űrhajó.

#### SA–10 (AS–105)
Az SA–10 repülése (a hivatalos repülés jelölés szerint az AS–105) a Satrun IB rakéták repülésének lezárása volt, ez volt a legutolsó ilyen jellegű rakétateszt. A konfiguráció ezúttal is szinte teljes egészében megegyezett az AS–103 és AS–104 repülésével, azaz egy teljes értékű Saturn I egy űrhajómakettet vitt fel (a BP–9-et), amelynek műszaki egységébe ezúttal is beépítették a kihajtogatható Pegasus mikrometeorit műholdat. Az űrhajó manőverező hajtóműcsomagjainak egyike helyén ismét csak méréseket végző műszercsomag repült. A mérnökök utoljára akartak adatokat nyerni a rakéta teljesítményéről, illetve strukturális paramétereiről.
A startra 1965. július 30-án, 8:00:00-kor (13:00:00 UTC) került sor, a rakéta 10 perc 42 másodperces gyorsítással állította Föld körüli pályára az S–IVB fokozatot és a rá szerelt űrhajómakettet. Az elért pálya 521x538 kilométeres ellipszis volt, ahol később megkezdődött a Pegasus műhold küldetése: előbb leválasztották az S–IV-et, majd az űrhajó parancsnoki egységét, hogy az automatika kihajtogassa a műhold aktív részét a műszaki egységből. A műhold élettartama ezúttal rövidebb lett, 1466 napig keringett a világűrben.
A repüléssel lezárult a Saturn I rakéták tesztrepüléseinek sorozata és a mérnökök áttértek a nagyobb teljesítményű Saturn IB alkalmazására.

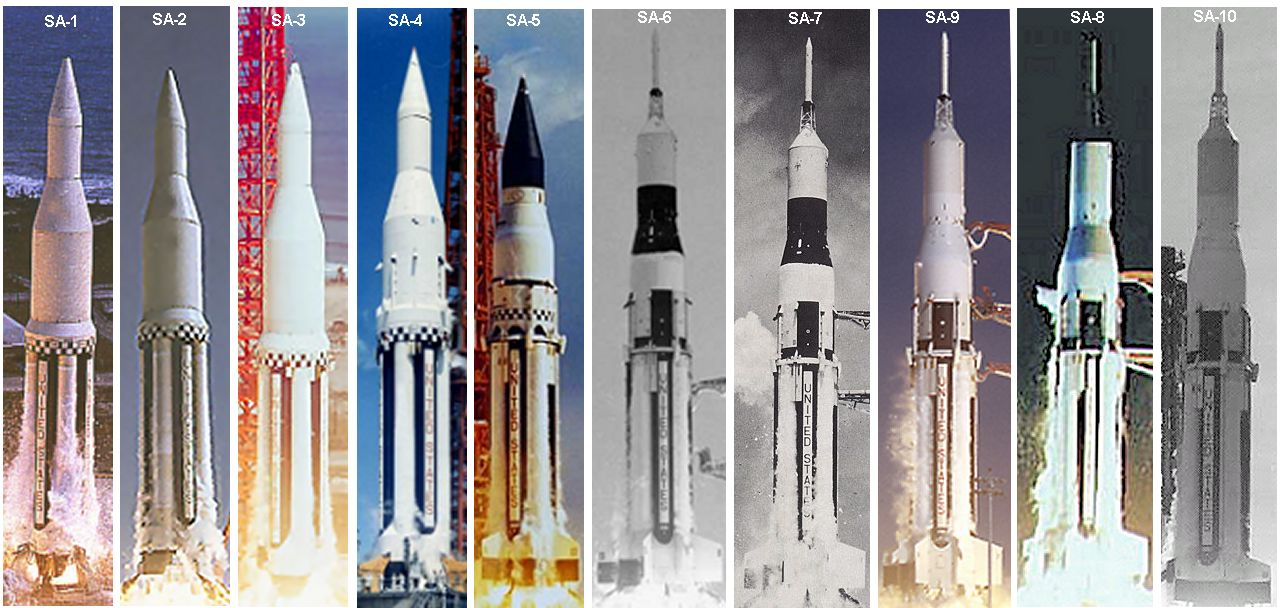
Az összes Saturn I start montázsképe

### Saturn IB

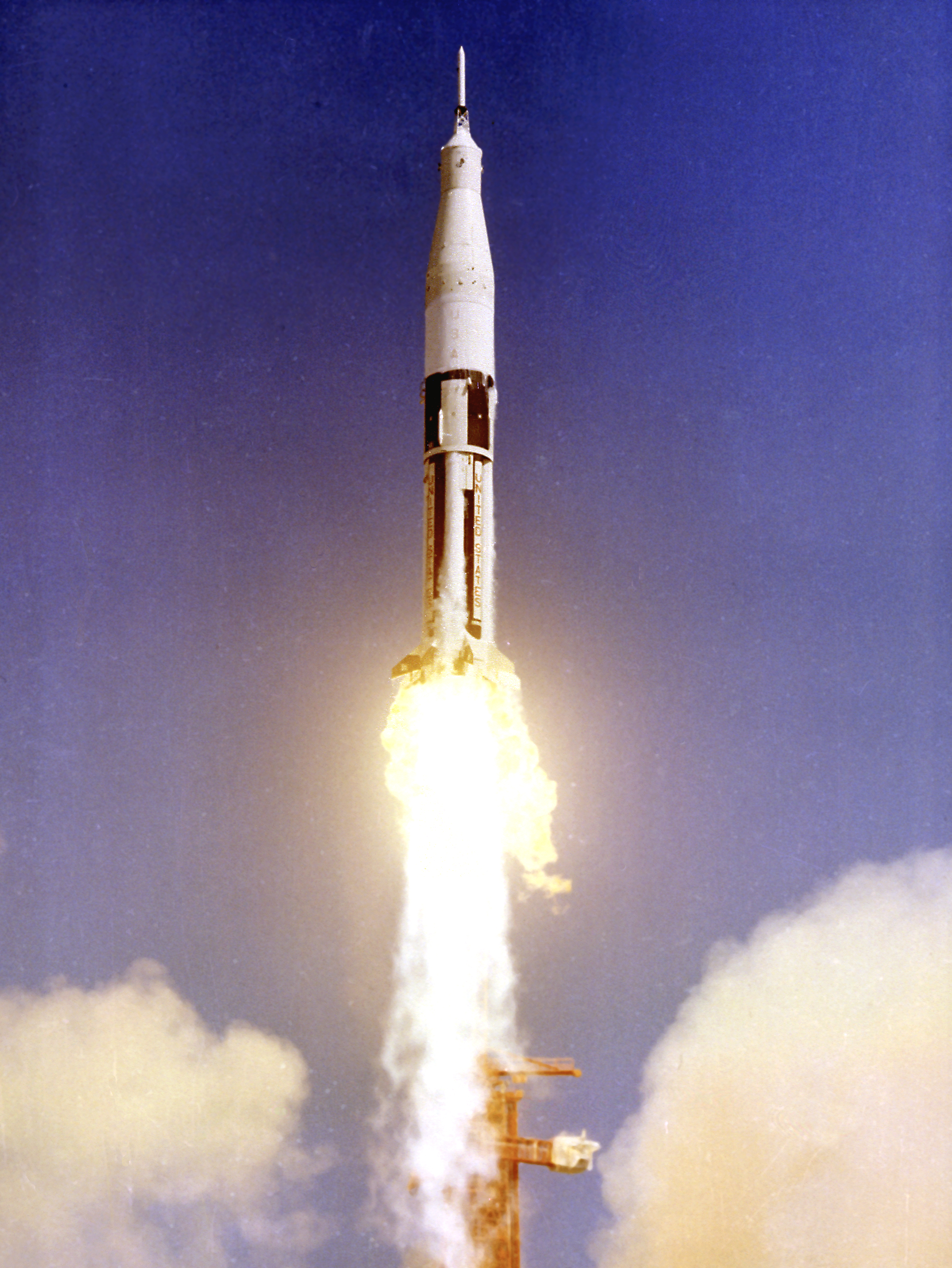
Az első Saturn IB startja

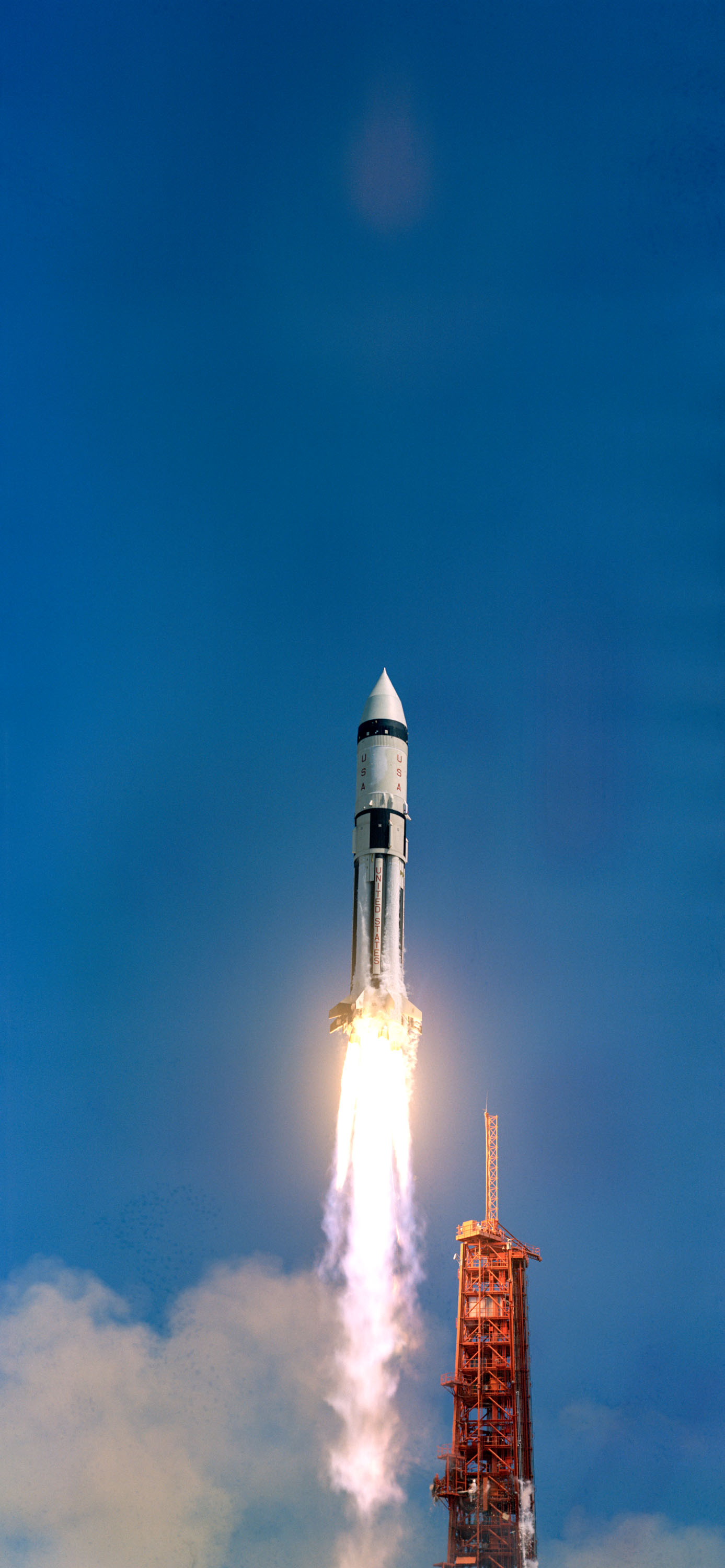
Egy űrhajó nélküli Saturn IB start (AS–203)

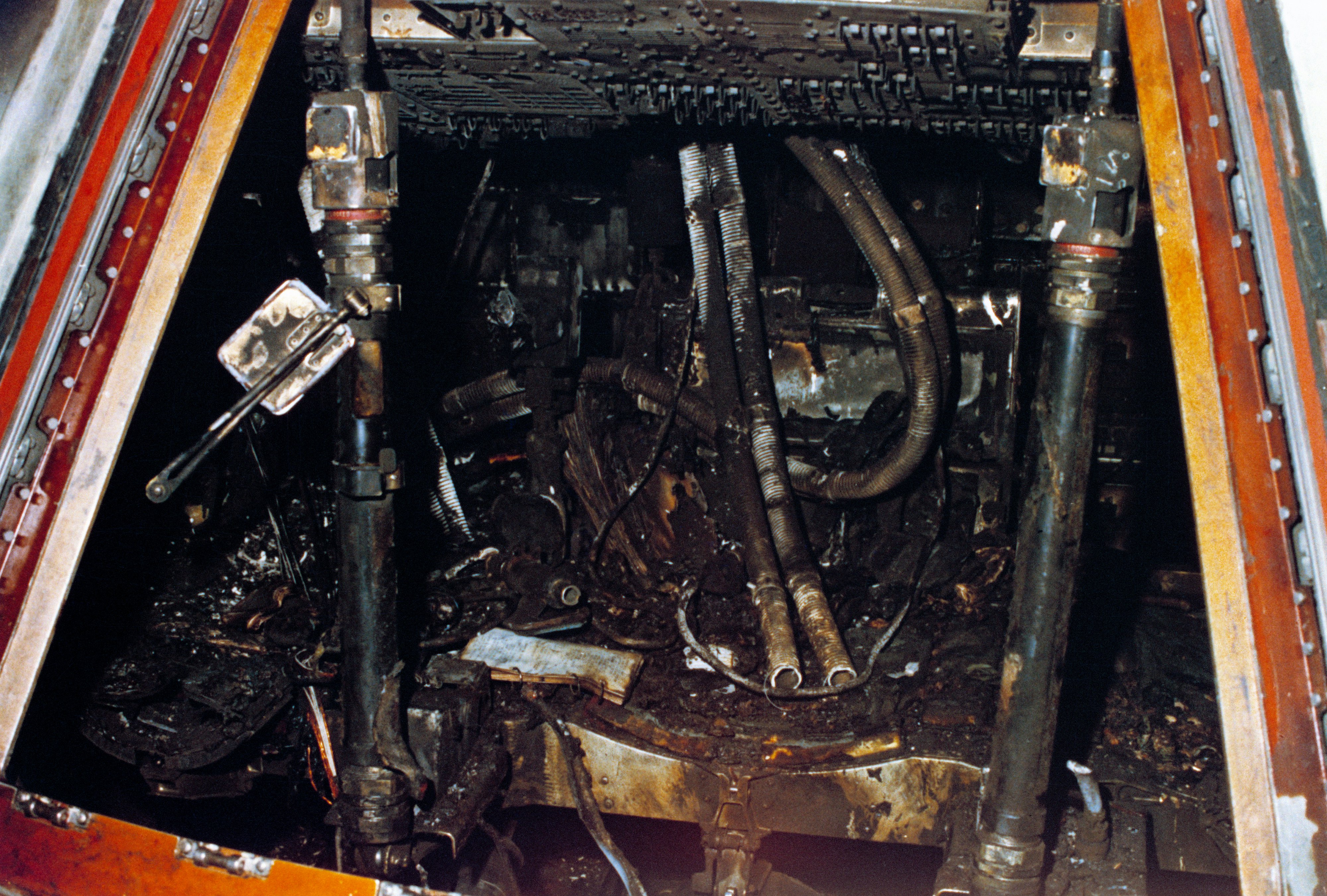
Az Apollo–1 mementoja, a kiégett űrkabin

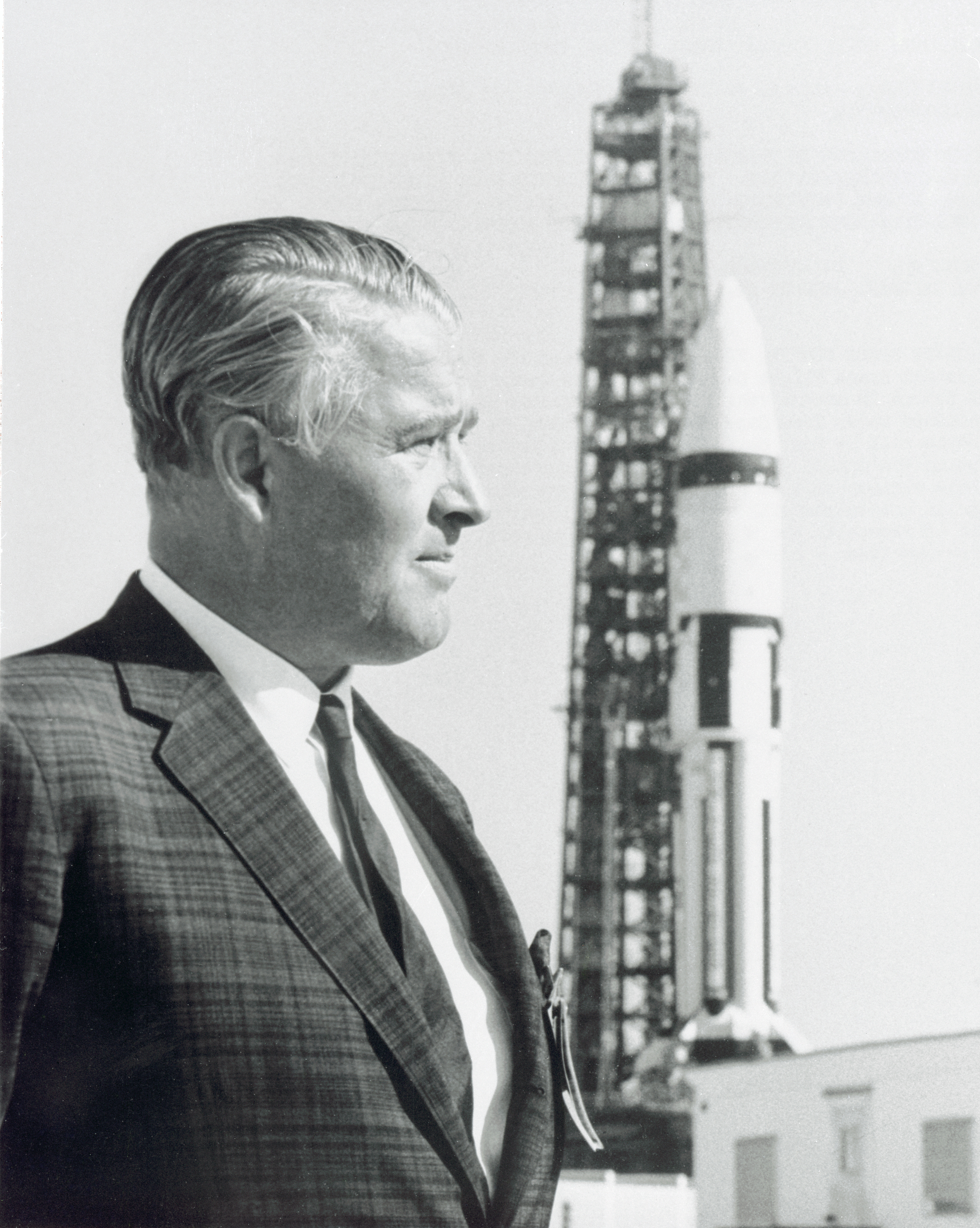
Az alkotó, háttérben az indítóállványon álló Apollo–5 (AS-204) rakétával

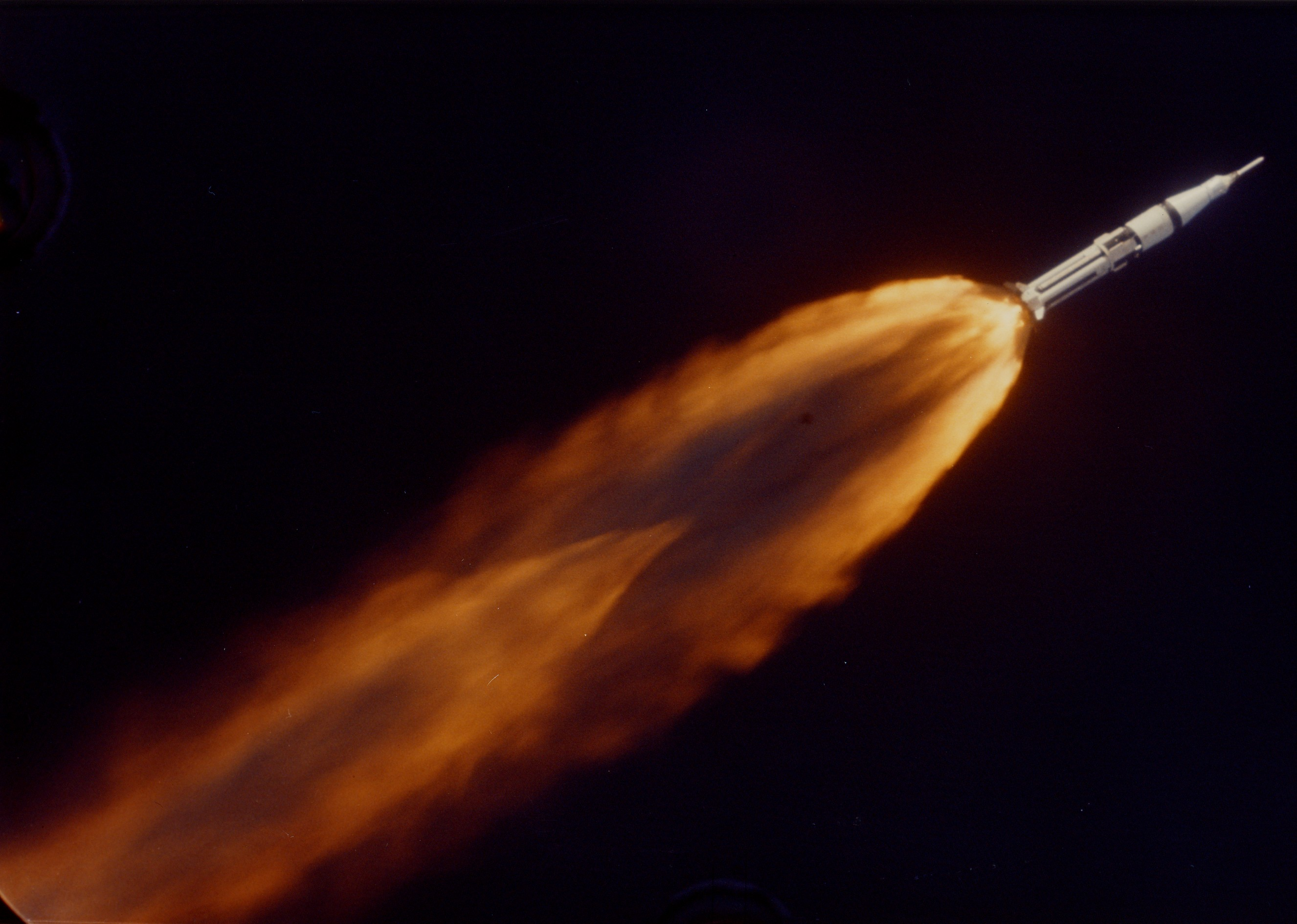
Az első embert szállító Saturn IB emelkedése, a H–1 hajtóművek által húzott többszáz méteres tűzcsóvával

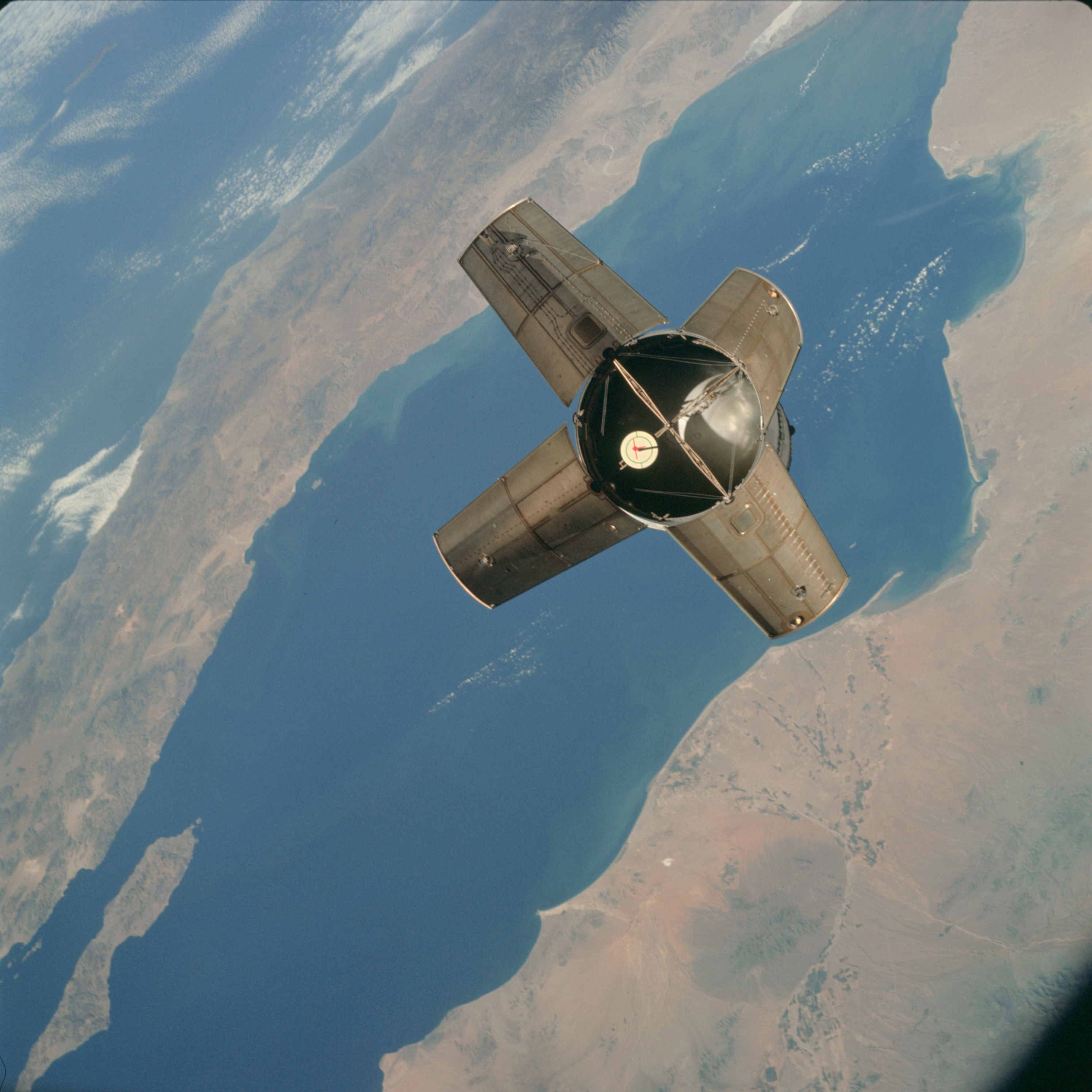
Az Apollo–7 SľIVB-je várja az űrhajó dokkolási szimulációját Föld körüli pályán

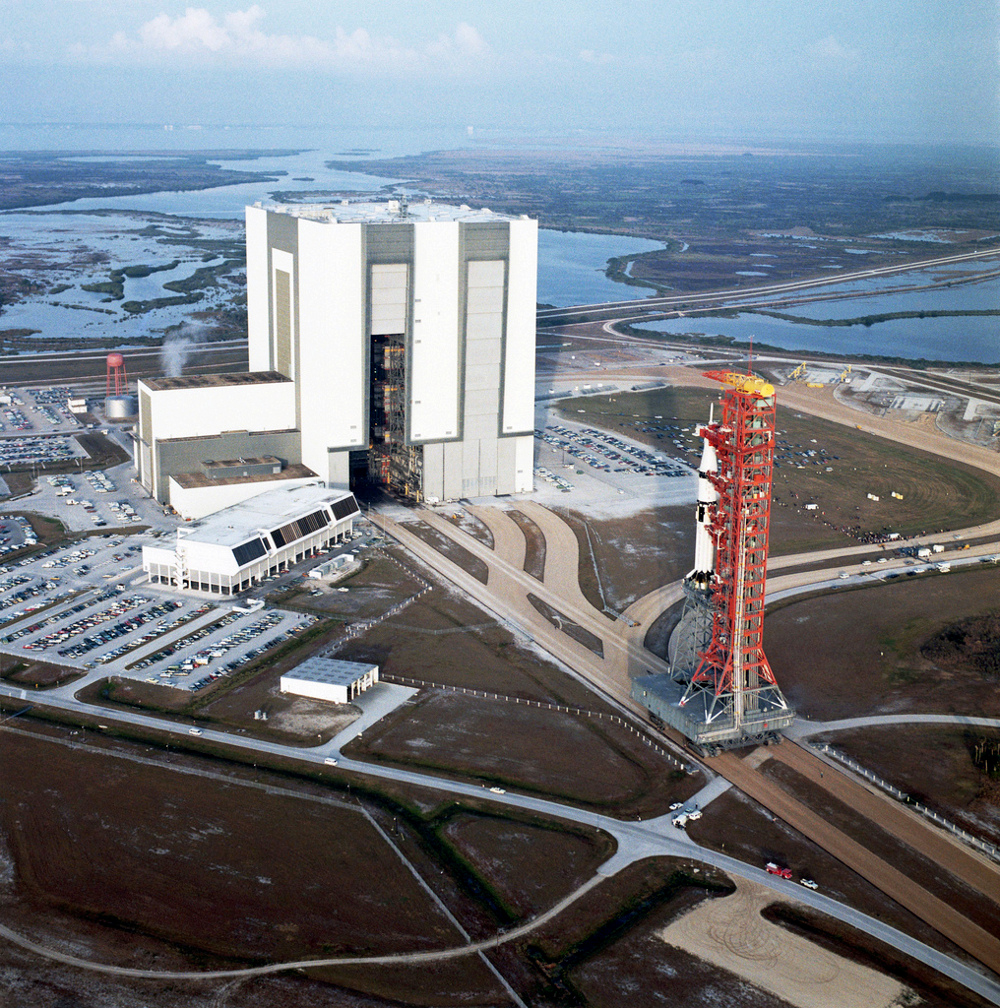
A Skylab–2 kigördülése a VAB csarnokból az LC39B-re

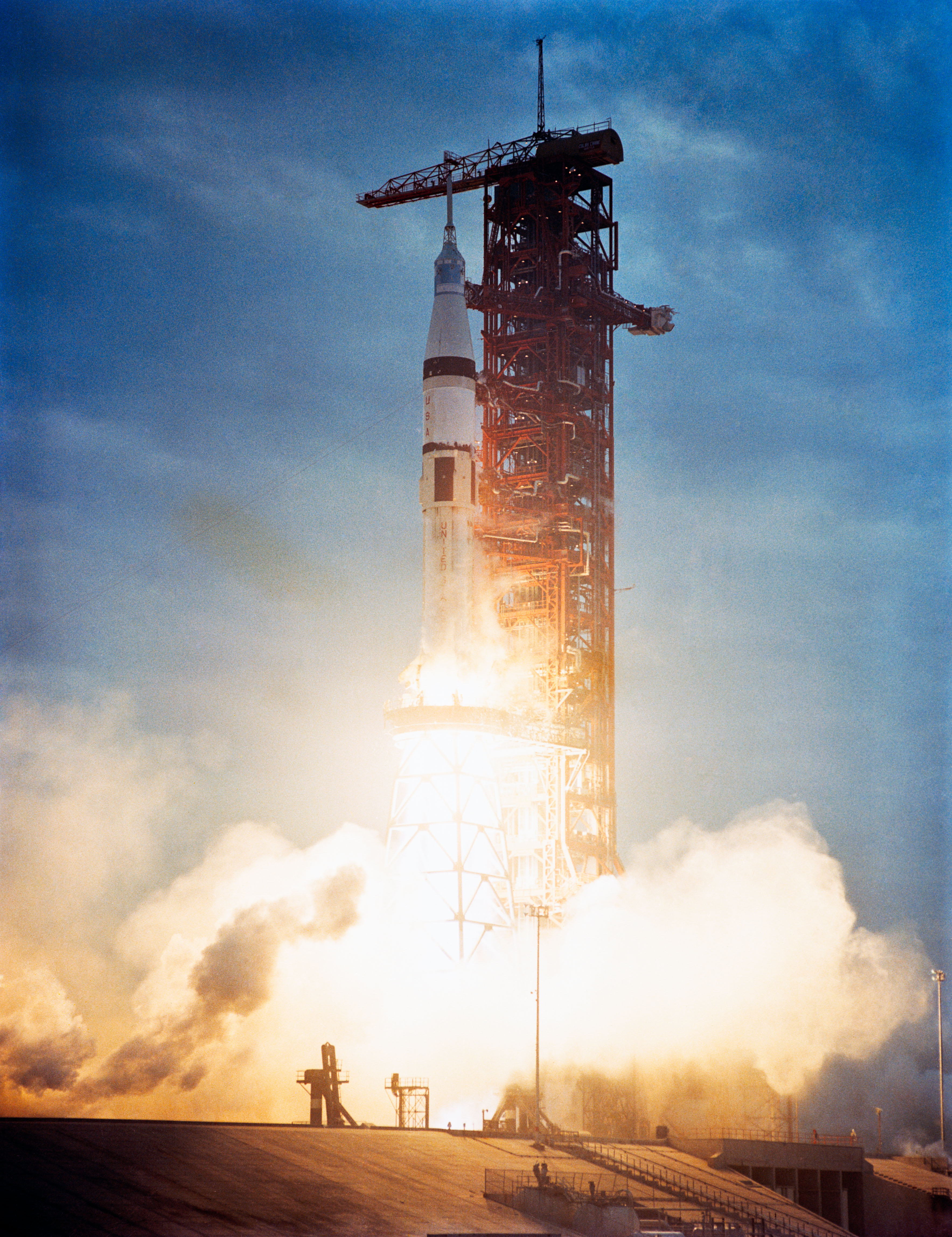
A Skylab–3 útnak indul

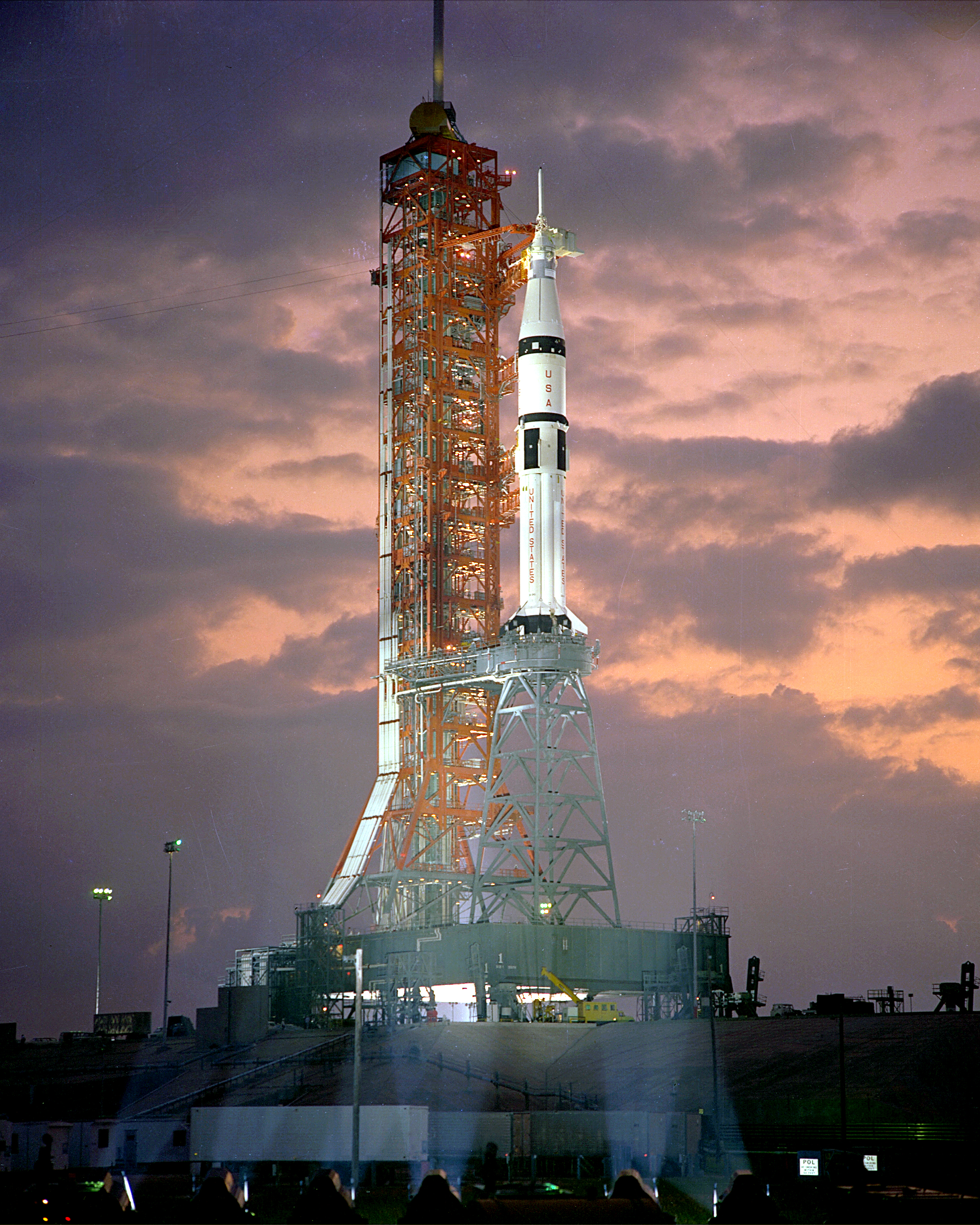
A Szojuz–Apollo repülés amerikai startjára várva

A NASA a Saturn I bázisán továbbfejlesztette a kisebbik rakétája koncepcióját, amelyből megszületett a Saturn IB. Ennek a rakétának egyrészt tovább fejlesztették az első fokozatát, az S–I olyan H–1-es hajtóműveket kapott, amelyek még több tolóerő leadására voltak képesek. Másrészt kicserélték a második fokozatot, az S–IV-et az S-IVB váltotta fel, amelynek lényegében csak a külső palástja maradt az eredeti, benne a korábbi Centaur hajtóműveket egyetlen J–2 hajtómű váltotta fel, amely immár sikerrel alkalmazta a forradalmian új hidrogén/oxigén hajtást. 
A Saturn IB-vel nem kezdődött elölről a tesztsorozat, inkább folytatta a NASA az elődtípus próbáit, egyre bonyolultabb feladatokkal.

#### AS–201
Az AS–201 tervei között szerepelt a rakéta működésének vizsgálata – lévén egy lényegében új hordozóeszközről van szó –, ám a fő cél immár az új Apollo űrhajó tesztje volt, igaz, annak is csak az első gyártási sorozatú, ún. Block I és még nem a végleges, holdrepülésre szánt változatának próbája. Az űrhajófejlesztést a NASA korábban, 1962-ben két lépcsőre bontotta, elsőként egy, igaz eredetileg a Holdhoz szánt változat készült, amely azonban még nem volt alkalmas a később elfogadott koncepció szerinti a holdkomppal a szomszéd égitesthez való repülésre, amelyet Block I jelzéssel láttak el, majd következhetett a Block II jelű, immár végleges a LOR koncepciónak megfelelő változat. Az idő előrehaladtával ennek az egységnek a próbái váltak a tesztek fő céljává.
A rakéta az első fokozatába megkapta a harmadik lépcsős fejlesztéseken átesett, immár 890 kN tolóerőre – a nyolc összeépített hajtóművel pedig a fokozat 7120 kN tolóerőre – képes változatát. Második újdonságként pedig az S–IV fokozatot is lecserélték az S-IVB-re, amelyben az Abe Silverstein rakétaműhelyében szárnyát bontogató cseppfolyós hidrogént és oxigént alkalmazó hajtásmód továbbfejlesztése öltött testet. Az eredeti S–IV hat darab hidrogén/oxigén hajtású Centaur hajtóművet használt, az S–IVB-ben ezt cserélték egyetlen J–2 hajtóműre, amely egymaga volt képes akkora tolóerőre – kb. 890 kN-ra, azaz a H–1-esekkel egyenértékű teljesítményre –, mint a hat kisebb hajtómű. A rakétafejlesztéseken túl az első repülésre rendelték az Apollo űrhajó első működőképes Block I sorozatú tagját, a CSM–009-et. Az első repülésen ismét visszatértek az űrugrás technikájához, tehát a Föld körüli pályára állás most nem volt követelmény. 
A startra 1966. február 26-án került sor – egy, a héliumtartályban észlelt nyomásprobléma miatt kisebb csúszással – 11:12:01-kor (16:11:01 UTC). A rakéta első fokozata – a H–1 hajtóművekkel – tökéletes működéssel 57 kilométer magasra emelte az űrszerelvényt, majd a rendben lezajló fokozatleválasztást követően a szintén új S–IVB 425 kilométer magasságig vitte tovább az űrhajót, ahol a rakétafokozatot is leválasztották. Az űrhajó még parabolaíven tovább repült, egészen 488 kilométer magasságig, amikor aztán begyújtották annak saját SPS hajtóművét, amellyel immár süllyedésbe kormányozták az űrhajót. Később még egyszer beindították a hajtóművet, hogy igazolni tudják annak többszöri újraindítási képességét. Ennek végeztével szétválasztották a visszatérő parancsnoki egységet a műszaki egységtől és a visszatérő egység 37 perces repülés végén leszállt az Atlanti-óceánon. Kisebb-nagyobb hibákat észleltek, de azok mind az űrhajót (az SPS hajtóművet, vagy az elektromos rendszert) érintették, ennek ellenére a próbát sikeresnek ítélték. A rakéta teljesítménye – beleértve a H–1esek új változatát is – minden tesztcélt kielégített.

#### AS–203
Az AS–203 érdekes módon kisebb visszalépést jelentett a tesztcélokat illetően: a rakéta nem hordozott semmilyen űrhajót, csak egy üres áramvonalazó orrkúpot vitt. Ennek oka viszonylag egyszerű volt, az S–IVB fokozat hajtóművét újraindíthatónak tervezték, mivel egy holdrepülés profilja megkívánta, hogy a fokozatot (legalább) kétszer is b lehessen indítani. Ám a hajtóanyag súlytalanság állapotában való viselkedésére vonatkozólag semmiféle tapasztalat nem létezett, a feltételezéseket kísérletileg igazolni kellett. Ráadásul az első repülésen tapasztalható, az Apollo űrhajó SPS hajtóművét érintő probléma javítása még folyamatban volt, ezért az a probléma megoldását igazoló következő tesztet, az AS–202-t felcserélték időrendben az egyszerűbb AS–203-mal. A rakéta ugyanolyan kiépítésű volt, mint az első, AS–201 repülés Saturn IB-je.
A repülés 1965. július 5-én 10:53:17-kor (15:53:17 UTC) startolt Cape Canaveral LC37B indítóállásáról. A rakéta, miközben mintaszerű működést mutatott be az emelkedés során az előző repülésekhez képest egészen más karakterisztikát mutatott lévén, hogy nem hordozott hasznos terhet. Például jobban gyorsult: a hangsebességet 6,67 kilométeren 51,6 másodperc alatt érte el, 12,9 másodperccel korábban, mint egy rakománnyal ellátott verzió. Az első fokozat H–1-esei 143 másodpercig gyorsítottak, amikor a fokozat levált (amely eseményt külön erre a célra felszerel kamerák rögzítettek, melyek később aláhullottak a tengerbe, ahonnan kihalászták őket). Végül a rakéta 185,4x189,3 kilométeres közel körpályára állt. Itt elvégezték z S–IVB újraindítását, amely tovább emelte a pálya távolpontját. Ezen a magasságon csak rövid ideig repült, majd a mérnökök egy teszttel kinyitották az oxigéntartály szelepeit, amely túlnyomást képzett, felrobbantva a tartályokat. Az alacsony pálya miatt a roncsok hamarosan belesüllyedtek az atmoszférába és elégtek.

#### AS–202
Az AS–202 az AS–201 megismétlése volt, kissé összetettebb feladatokkal. Az ismétlésre az első teszt kisebb problémái – elsősorban az SPS hajtómű rendellenességei – miatt volt szükség. A próba ismét elsősorban az új Apollo űrhajó megfelelő működését volt hivatott igazolni, elsősorban az előzőekben nem megfelelő rendszerekre koncentrálva. A tervezők ismét csak egy űrugrást terveztek, ám a korábbi 37 perces repülést 93 percre kitolva, kb. háromnegyed Föld körüli fordulatos távra bővítve a repülést. Az AS–203 sokkal „készebb” Block I sorozatú űrhajót kapott. Míg az első repülés parancsnoki egysége egy sor rendszert nélkülözött, amely egy emberes repüléshez szükségeltetett – és amelyek a teszt céljai miatt sem voltak szükségesek –, ezúttal egy kis híján teljes értékű űrhajót a CSM–011-est választották ki a repüléshez. Ebbe mindössze a három ülést és pár a legénységet szolgáló felszerelést és a leszállás utáni átszellőztető rendszert nem szerelték be. Az űrhajóba beszereltek egy elektromechanikus rendszert, amely vezérelhette a kipróbálandó rendszerek tesztjeit. Ugyancsak beszereltek négy kamerát is, valamint három külön akkumulátort is, amelyek további elektromos energiát szolgáltattak a próbákhoz. Első alkalommal próbálták ki Apollo űrhajóban az üzemanyagcellákat is (az AS–201-en, még akkumulátorokkal oldották meg az áramellátást). A repülési profilba is különböző manővereket illesztettek be. Egyrészt az S–IVB-nél ugyanazt a műveletet tervezték beiktatni, mint az első tesztnél: a fokozat tervezési filozófiájába tartozott a cseppfolyós oxigén és hidrogén tartályainak közös tartályfenék és ennek teherbírását tesztelték. Ennek érdekében nyomáskülönbséget teremtettek a két tartályban és figyelték, hogy ez mikor repeszi meg ezt a közös részegséget. Az űrhajó repülésébe is különleges lépéseket illesztettek be. Az S–IVB-ről való leválasztás után az űrhajó SPS hajtóművét beindították 215 másodpercre, ezzel a pályamagasságot 1136 kilométerre emelték. Egyrészt az SPS hajtómű kudarca miatt, másrészt a hőpajzs kipróbálásához szükséges minél nagyobb sebesség elérése miatt a hajtómű többszöri újraindítására volt szükség. Ezért 25 perccel a pálya csúcspontjának elérése után ismét begyújtották az SPS-t, ezúttal 88 másodpercre, majd később, gyors egymás utániban még kétszer megtették ugyanezt (amellyel a hajtómű gyors újraindíthatóságát is kipróbálták).
A startra 1966. augusztus 25-én 13:15:32-kor (18:15:32 UTC) került sor. Az emelkedő rakéta tökéletesen tette a dolgát, igaz 21 m/s-mal nagyobb sebességre gyorsult a tervezettnél. Az S–IB kiégésekor megtörtént a fokozatleválasztás, amelyet ismét két kamerával figyeltek meg. A két kamera közül végül csak egyet sikerólt megtalálni és kimenteni az Atlanti-óceánból a NASA szakembereinek. Két perc 49 másodperc múltán a mentőrakéta és az űrhajót védő borítás is levált, majd az S–IVB egészen hét percig gyorsított tovább. A J–2-es hajtómű hét perc 36 másodperc múltán álltak le, 14 másodperccel korábban a tervezettnél. 222 kilométer magasan az űrhajó levált a rakétafokozatról. Az S–IVB továbbrepült egészen 269 kilométeres magasságig és elvégezték rajta a tervezett strukturális tesztet. A csúcsmagasság elérése után 141 másodperccel közvetítette a telemetria a közös tartályfenék összeomlását. Később elvégezték az SPS hajtómű várva várt tesztjeit is, összesen négy hajtóműindítással, amelyek mindegyike problémamentes volt. A kísérlet végén 1 óra 33 perc repülést követően szállít vízre a parancsnoki egység a Csendes-óceánon. A kísérlet ezúttal minden tesztcélt teljesített.

#### AS–204 (Apollo–5)
Az AS–204 repüléshez kijelölt Saturn IB rakéta sorsa nem volt olyan egyszerű, mint elődeié. Először az első emberekkel végzett repüléshez jelölték volna ki, így az ún. „C típusú repülésen” Gus Grissom, Roger Chaffee és Ed White repülte volna be az Apollo űrhajót 1967 februárjában. Azonban a repülés előkészületei során, egy földi startszimuláció alkalmával váratlan tragédia történt, a CSM–012 jelű űrhajóban tűz ütött ki és a három űrhajós a lángok között lelte a halálát. Később, az űrhajósok iránti tiszteletből a NASA Apollo–1 jelöléssel látta el a végül kudarcot vallott küldetést és a korábban AS–2xx kódjellel ellátott repüléseket is Apollo–2-3 megnevezéssé változtatta át. A baleset kivizsgálásához az űrhajót leszerelték a Saturn IB-ről – és alkotóelemeire szedték szét – a használatlan hordozóeszközt pedig egy hangárba vonták vissza tárolásra.
A rakéta közel egy évig várta a sorsát, mivel a kivizsgálás miatt nem indulhatott Apollo űrhajó a világűrbe, illetve a fejlesztés másik ága, a holdkomp létrehozása is hosszas csúszásban volt. A két alternatíva közül a holdkomp ért el előbb a kipróbálhatóság hatására, ezért a NASA úgy döntött, hogy amíg az Apollo űrhajóknak kényszerűen a földön kell maradniuk, addig végrehajtja az ún. B típusú repülést és ember nélkül felbocsátja a holdkompot Föld körüli pályára egy tesztrepülésre. Ehhez a művelethez pedig kiválasztották a balvégzetű Apollo–1 raktárban várakozó hordozórakétáját. A program előrehaladásának jól látható jele volt, hogy a repülésnek immár alig volt a rakéta működésére vonatkozó tesztcélja, inkább már csak az űrhajó repülését akarták megfigyelni, amihez természetesen szükség volt (egy immár tökéletesen teljesítő) rakétára, hogy a világűrbe, a próba valós körülményeit szimuláló helyszínér szállítsa az űrhajót.
A repülés 1968. január 22-én délután 17:48-kor (22:48 UTC) vette kezdetét – rövid, az indítóberendezések problémája miatti csúszás után –, amikor a rakéta elindult a 37-es indítóállásból. A start folyamata tökéletes volt, a holdkomp problémamentesen pályára állt a repülés 10. percében. 45 perc múltán a holdkomp kinn volt a rakétán kialakított adapteréből és önállóan repült. Ezt követően kezdődött meg az új űrhajótípus első próbája. kisebb hiba után, egy alternatív berepülési programban sikerrel tesztelték a holdkomp leszálló hajtóművét, majd végrehajtották a kritikus fokozatszétválasztást az űrhajó két fő részegysége között, majd végül a felszálló hajtóművel is sikeres tesztet futtattak. Tizenegy óra és tíz perc repülést követően a teszt befejeződött, és a két elvált űrhajóegység távirányítását megszakították, innentől csak Newton törvényeinek engedelmeskedve sodródtak tovább a részegységek. A keringés meglehetősen alacsony pályán ment tovább, amelynek hatására a légköri fékeződés nagy volt és hamar lelassította a holdkomp egységeit. A felszállófokozat 1968. január 24-én tért vissza a légkörbe, és ott el is égett. A leszállófokozat egészen február 12-ig keringett tovább, és – robusztusabb lévén – darabjai túlélték a légköri fékeződést és Guam mellett csapódtak az óceánba.

#### Apollo–7
Az Apollo–7 (immár másodlagos jelöléssel AS–205) volt a program első emberekkel végzett repülése. Lényegében átmenet volt a tesztrepülés és az éles repülés között, hiszen egy minden részében teljes funkcionalitással rendelkező rakéta és űrhajó együttes repült, amelyet korábban már tesztrepüléseken alkalmasnak találtak egy teljes értékű, 11 napos űrrepülésre. Ugyanakkor a repülés célja egy teszt volt, hogy ember irányításával is működik-e az űrhajó és megfelelően működik-e minden rendszere, ha űrhajósokat szállít a fedélzeten. További ráadást jelentett, hogy az Apollo–1 tűzesetének konklúziójaként szakítottak a Block I változatú Apollo űrhajó minden további felhasználásával és a repülésekre a Block II változat azon még tovább fejlesztett variánsát kívánták használni, amit a tűz tanulsága alapján végzett átalakításokkal hoztak létre, és amelyet véglegesen a Holdhoz való eljutásra szántak. A rakétával (és benne a H–1 hajtóművekkel kapcsolatban immár kész tényként kezelték, hogy az teljes mértékben hibamentesen működik és alkalmas a repülések céljaira, további specifikus tesztet nem terveztek a hordozóeszközzel kapcsolatban.
A repülésre a Wally Schirra parancsnokból, Donn Eisele parancsnoki modul pilótából és Walt Cunningham holdkomp pilótából álló legénységet választották ki. A startra végül 1968. október 11-én, helyi idő szerint 15:02:45-kor (20:02:45 UTC) került sor Cape Kennedy 34. indítóállásáról. A Saturn IB hibátlan teljesítményt nyújtott és az űrhajó rendben pályára állt, az űrhajósok semmiféle rendellenességet nem jelentettek, helyette nagyon sima felszállásról számoltak be, sokkal simábbról, mint a Gemini-repülések során használt Titan rakéták felszállásakor.
A pályára állást követően a trió rendkívül sikeres berepülési programot végzett az S–IVB fokozattal való összekapcsolódás imitációtól kezdve a többszöri SPS hajtóművel végzett manőverekig. A NASA tökéletesnek minősítette a hardver működését és szabad utat engedett az Apollo-program további műveleteinek. Ugyanakkor az összes többi Apollo-repülést már a Saturn V óriásrakétával tervezték végrehajtani, így a program során utoljára használták a Saturn IB-t és benne a H–1 hajtóműveket.

#### Skylab–2
Az Apollo-program során végig a Saturn V-ösöket vették igénybe az expedíciókhoz, ám a holdprogram végeztével ismét felmerült a Saturn IB rakéták felhasználása. Ezúttal ugyan még utoljára egy Saturn V juttatta fel a Skylab űrállomást, ám a űreszközhöz utazó személyzeteknek ismét elegendő volt az Apollo űrhajó és ismét elegendő volt csak Föld körüli pályában gondolkodni, ezért került elő a hordozórakéta újbóli alkalmazása. Az Apollo-program (megmaradt) eszközeiből gazdálkodó Skylab-programban a Saturn IB rakéta lett az űrállomáshoz látogató űrhajók hordozóeszköze. A rakéta hosszú idő utáni leporolása abban is testet öltött, hogy az első fokozat egy újabb fejlesztési fokra lépő H–1 hajtóművet kapott, a legutolsó repülési konfigurációban a H–1 912 kN tolóerőre volt képes.Ezt leszámítva a felküldött rakéta/űrhajó szerelvény legfejlebb a festésében és az árhajóba betárazott ellátmányban tért el a Holdhoz induló példányoktól.
A Skylab–2 volt a legelőként az űrállomáshoz látogató személyzet repülése, amely nem várt bonyodalmakkal kezdődött. Magának az űrállomásnak a startját automata üzemmódban 1973. május 14-én hajtották végre, ám az majdnem balesettel végződött, a Saturn rakéta hibája miatt az űrállomás sérülten áll pályára. A személyzet felkészített űrhajójának startját el kellett halasztani, hogy megoldást találjanak az űrállomás hibáinak kijavítására. A személyzetet szállító űrhajó startjára 1973. május 25.-én került sor és elsődlegesen mentőakcióként indult a sérült űrállomáshoz. A startnál kisebb probléma lépett fel: a start parancsra hibásan reagált az elektromos rendszer és ellentmondásos információkat közölt a számítógéppel, amely akár egy automatikus vészhelyzeti rezsim beindítását is előre vetítette. A hibát sikerült kivédeni, így a rakéta problémamentesen indult el az LC39B indítóállásból. Innentől kezdve a repülés mintaszerűen zajlott le.
Később az űrhajósok egy sikeres, 28 napos repülési programot teljesítettek, megmentve először az űrállomást, majd értékes tudományos megfigyelési programot is végezve. A program végén 28 nap 49 perc 48 másodperces repülés végén a Skylab–2 a Csendes-óceánon szállt le.

#### Skylab–3
A Skylab–3 idejére a Saturn IB rakéták indítása immár rutinná vált, a Skylab–2-höz képest változatlan konfigurációban repült az Alan Bean, Owen Garriott és Jack Lousma alkotta személyzet az űrállomáshoz. A startra 1973. július 28-án, 6:10:50-kor (11:10:50 UTC) került sor Cape Canaveral LC39B indítóállásából és problémamentesen állt az űrhajó pályára, majd dokkolt az űrállomáshoz még aznap, 8 óra 27 perccel a start után. A repülés során egyetlen probléma merült fel, a megközelítés fázisában az űrhajó egyik manőverező fúvóka csomagjában szivárgás támadt (később a repülés során még egy másik rakétacsomagban is ugyanez a hiba merült fel, ami miatt az irányítás fontolóra vette egy második űrhajó, a Skylab Rescue Mission – Skylab Mentő Küldetés indítását is). A hibákat elhárították és a legénység végül egy 59 napos repülési programot vitt véghez, a valaha volt leghosszabb időtartamú repülésen. A legénység 1975. szeptember 25-én tért vissza.

#### Skylab–4
A Skylab-program harmadik, egyben utolsó repülésére Gerald Carr, Edward Gibson és William Pogue – egy teljesen újonc személyzet – indult a Saturn IB-Apollo űrhajó űrszerelvénnyel az űrállomáshoz, lényegében teljesen megegyező kondíciókkal a két korábbi Skylab személyzetes repüléssel. A startra 1973. november 16-án került sor, amelynek során a Saturn IB ismét mintaszerű működéssel állította pályára az Apollo űrhajót, majd az űrállomással való dokkolás is tökéletesen sikerült, 7 óra 54 perc múltán. A legénység egy rendkívül sikeres, 84 napos repülési programot vitt végig, amelynek végeztével 1974. február 8-án szálltak le a Csendes-óceánon, véget vetve az USA első űrállomás programjának.

#### Szojuz–Apollo-program
Az Apollo űrhajók alkalmazásával együtt véget ért a Saturn IB hordozórakéták igénybe vétele is a NASA-nál, így a Szovjetunióval közösen végzett Szojuz–Apollo-program egyetlen repülésével elérkezett az utolsó Saturn IB és H–1 rakétahajtómű indítása is. Az enyhülés jegyében a két szuperhatalom egy közös űrkísérletre szánta el magát, amelyben amerikai oldalról egy Apollo űrhajó, szovjet oldalról pedig egy Szojuz űrhajó vett részt, 3 illetve 2 fős személyzettel, 1975-ben. A tervek szerint a két űrhajó kis időkülönbséggel startolt Bajkonurból, illetve Cape Canaveralből, hogy néhány nap múltán összekapcsolódjanak a világűrben, amelyet követően az ötfős nemzetközi legénység közös programot hajt végre, majd a szétválás után még mindkettő önálló programot végez, hogy aztán leszálljanak.
Elsőként a Szojuz–19 startjára került sor 1975. július 15-én 17:20:00-kor (12:20:00 UTC), majd 7,5 óra múltán, ugyanaznap 14:50:00-kor (19:50:00 UTC) az Apollo űrhajó is elindult. Az Apollo űrhajó a megszokott, hibamentes startot produkálta a Saturn IB-vel (és a H–1-gyel), majd a két űrhajó 1975. július 17-én kapcsolódott össze. A két űrhajó összesen 47 óra 7 percig volt összekapcsolt állapotban és ez idő alatt végezték el az űrhajósok (amerikai oldalról Tom Stafford, Deke Slayton és Vance Brand, szovjet oldalról Alekszej Leonov és Valerij Kubaszov) a nemzetközi program kísérleteit. A programot rendkívül sikeresnek ítélték meg, annak ellenére, hogy a visszatérés közben az amerikai űrhajóba mérgező gáz jutott be, ami kis híján megölte a legénységet. A Szojuz űrhajó 1975. július 21-én szállt le Kazahsztánban, míg az Apollo űrhajó 1975. július 24-én csobbant a Csendes-óceánba.
Ezzel a repüléssel lezárult a Saturn IB rakéták és a H–1 hajtóművek alkalmazása.

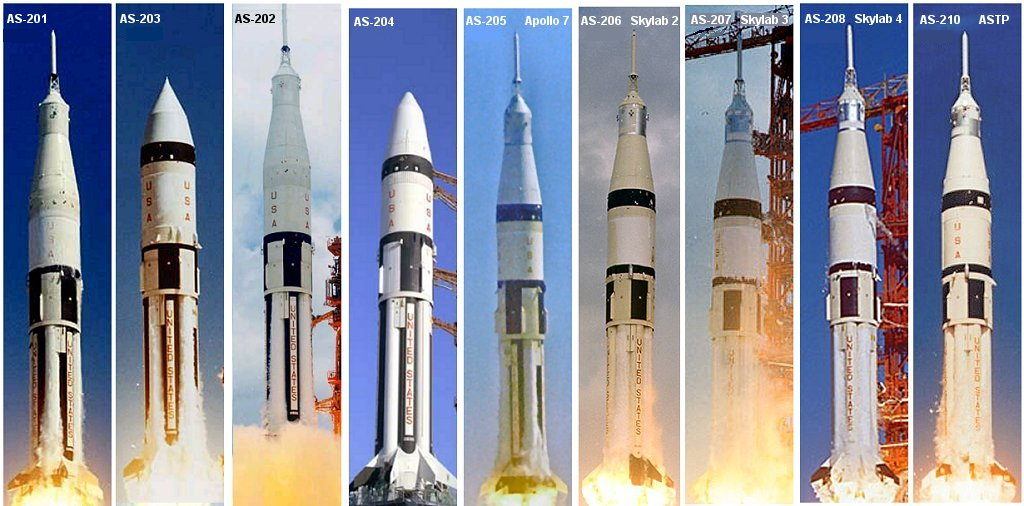
A Satrun IB startjai

## A hajtómű utóélete
Az Apollo-programot követően a rakéta visszatért a gyökereihez, ahonnan származott: az űrprogramoktól függetlenül az USA-ban tovább folyt a rakéták fejlesztése, ezek közül például a Thor rakétákból megszületett a Delta hordozórakéta sorozat, amelynek szintén folyamatos volt a továbbfejlesztési igénye. 1974-ben merült fel a Delta 2000 rakétasorozat iránti igény, amelyet a fejlesztést vezető Rocketdyne úgy kívánt megoldani, hogy az Apollo–programból visszamaradt, feleslegessé vált számos H–1-est felhasználja. Ebből a szándékból született meg az ötlet, hogy a raktáron levő hajtóművek kisebb léptékű átdolgozásával, frissítésével megszülethet egy új hajtómű, az RS–27, amelynek a paraméterei illeszkednek a Delta 2000-hez kiírt követelményrendszerhez. A H–1-gyel, illetve az abból fejlesztett RS–27-tel a Delták öregedő MB–3 hajtóműveit váltották le. 
Az RS–27-esek a továbbfejlesztéseknek köszönhetően már 1023 kN tolóerőt fejtettek ki a hagyományos kerozin-oxigén hajtással (a Delta rakétán ezt egészítették még ki 9 db Castor 2 gyorsító hajtóművel, amelyek további 259 kN-nal növelték a tolóerőt). A rakéták Cape Canaveral 17-es indítóállásából és a Vandenberg légitámaszpontról startoltak, összesen 44 indítás alkalmából, amelyből összesen egyetlen kudarcot kellett elkönyvelni, mindjárt a legelső repülésen. Az 1980-as években, amikor a Delta II verzió is megszületett a hordozórakéta családban, a hajtóművet is továbbfejlesztettéek RS–27A jelzéssel, 1054 kN tolóerővel.
A hajtóműfejlesztés során a közös tőről származó hajtóműveknek még született egy önálló fejlesztési ága. Az Atlas II rakéták fejlesztésénél használták fel az RS–56 hajtóművet, amelyet szintén a H–1 kisebb átalakításával alkottak meg. A hordozórakéta ezen változatát 1991-1998 között alkalmazták.